# 알로이지예 스테피나츠
알로이지예 빅토르 스테피나츠(크로아티아어: Alojzije Viktor Stepinac, 1898년 5월 8일 ~ 1960년 2월 10일)는 크로아트인 로마 가톨릭교회 고위 성직자였다. 1937년부터 사망할 때까지 자그레브 대주교로 재직했는데, 같은 기간동안 제2차 세계 대전 중 추축국의 지원을 받아 1941년부터 1945년까지 대량 학살적 우스타샤 정권의 파시즘 통치가 있었다. 1953년 추기경으로 서임되었다.
전후 공산주의 유고슬라비아 정부에 의해 재판을 받았고 대역죄 및 우스타샤 정권과의 협력 혐의로 유죄 판결을 받았다. 이 재판은 서방에서 전형적인 공산주의 "보여주기 재판"으로 묘사되었고, 뉴욕 타임스는 스테피나츠에게 편향적이라고 묘사했다. 그러나 존 반 안트베르프 파인 주니어는 이 재판이 "적절한 법적 절차에 따라 진행되었다"고 보았다. 유고슬라비아 내외의 여론을 양극화시킨 판결에서, 유고슬라비아 당국은 그가 대역죄(우스타샤 정권과의 협력 혐의)와 정교회 세르브인의 가톨릭 강제 개종 공모 혐의로 유죄라고 판단했다. 스테피나츠는 개별 사제들에게 생명이 위험에 처했을 때 정교회 신자들을 가톨릭 교회로 받아들이라고 조언했는데, 이 개종은 유효하지 않으므로 위험이 지나면 그들이 원래 신앙으로 돌아갈 수 있도록 허용했다. 조조 토마세비치는 스테피나츠와 교회가 "교회법 규칙이 준수된다면 정권의 강제 개종에 협력할 의지가 있었다"고 언급하지만, 실제로는 우스타샤가 이 규칙을 무시하고 개종자들의 대량 학살을 포함한 잔학 행위를 저질렀다.
스테피나츠는 16년형을 선고받았지만, 레포글라바 교도소에서 5년만 복역한 후 석방되었고, 이동은 그의 고향인 크라시치 지역으로 제한되었다. 1953년 그는 교황 비오 12세에 의해 추기경으로 승격되었다. 그는 정부의 여행 제한 때문에 1958년 교황 선거에 참여할 수 없었다. 1960년 2월 10일, 여전히 크라시치에 감금되어 있던 스테피나츠는 몇 년 동안 치료를 받아온 적혈구 증가증으로 사망했다. 1998년 10월 3일, 교황 요한 바오로 2세는 그를 순교자로 선포하고 자그레브 근처의 마리야 비스트리차에서 50만 명의 크로아티아인 앞에서 시복했다.
제2차 세계 대전 중 그의 기록, 반역죄 유죄 판결, 그리고 그 이후의 시복은 여전히 논란의 대상이다. 일부는 스테피나츠가 개별 유대인을 구하기 위한 노력을 기울였다고 지적하는 반면, 다른 이들은 그가 나치 괴뢰국인 크로아티아 독립국을 공개적으로 지지한 것이 정권에 정당성을 부여하여 우스타샤가 권력을 유지하고 유대인, 세르브인, 롬족에 대한 집단 학살을 저지르는 데 도움이 되었다고 지적한다. 스테피나츠가 세르브인 집단 학살, 강제 개종, 157명의 정교회 사제와 5명의 주교 살해 등 다른 우스타샤의 세르브인 대상 범죄에 대해 공개적으로 비난하지 않은 것에 대한 비판도 제기되었다. 2016년 7월 22일, 자그레브 지방 법원은 "현행 및 이전의 실체법 및 절차법상 형사법의 근본 원칙에 대한 중대한 위반"을 이유로 그의 전후 유죄 판결을 무효화했다. 교황 프란치스코는 세르비아 고위 성직자들을 시성 조사에 참여하도록 초청했지만, 2017년 공동 위원회는 "스테피나츠 추기경의 경우, 가톨릭 크로아티아인과 정교회 세르브인에 의해 주로 제시된 해석은 여전히 다르다"는 데 동의할 수밖에 없었다.

## 초기 생애
알로이지예 빅토르 스테피나츠는 1898년 5월 8일 오스트리아-헝가리의 크로아티아-슬라보니아 왕국 크라시치 지역의 브레자리치 마을에서 부유한 포도 재배자 요시프 스테피나츠와 그의 둘째 부인 바르바라(본명: 페니치) 사이에서 태어났다. 그는 아홉 자녀 중 다섯째였고, 아버지의 첫 결혼에서 세 명의 형제자매가 더 있었다.
독실한 로마 가톨릭 신자였던 그의 어머니는 그가 성직에 들어가기를 끊임없이 기도했다. 가족은 1906년 크라시치로 이사했고, 스테피나츠는 그곳에서 초등학교를 다녔고, 1909년부터 1915년까지 자그레브에서 고등학교를 다녔으며, 자그레브 대교구 고아원에서 하숙했다. 그 후 그는 성직을 진지하게 고려하면서 대교구의 고등학교에서 공부했으며, 16세에 신학교에 지원서를 제출했다.
그는 제1차 세계 대전 참전을 위해 오스트리아-헝가리 육군에 징집되어 학업을 서둘러 일찍 졸업해야 했다. 리예카의 예비 장교 학교로 보내진 그는 6개월간의 훈련 후 1917년 이탈리아 전선에서 보스니아 병사들을 지휘했다. 1918년 7월, 그는 이탈리아군에게 붙잡혀 포로가 되었다. 그의 가족은 처음에는 그가 전사했다고 통보받았고, 크라시치에서 추도식이 열렸다. 추도식이 있은 지 일주일 후, 그의 부모는 아들로부터 그가 포로가 되었다는 전보를 받았다. 그는 1918년 12월 6일까지 다양한 이탈리아 포로 수용소에 구금되었다.
1918년 12월 1일 슬로벤인 크로아트인 세르브인국이 수립된 후, 그는 더 이상 적군 병사로 취급되지 않았고, 테살로니카 전선에 참전했던 유고슬라비아 군단에 자원했다. 전쟁이 이미 끝났기 때문에 그는 소위 계급으로 제대하여 1919년 봄에 귀향했다.
전쟁 후 그는 자그레브 대학교 농업 학부에 등록했지만, 한 학기 만에 그만두고 고향으로 돌아와 아버지의 포도밭 일을 도왔다. 그의 아버지는 그가 결혼하기를 원했고, 1923년 그는 잠시 교사 마리야 호르바트와 약혼했지만, 약혼은 파기되었다. 1922년, 스테피나츠는 정치적으로 보수적인 가톨릭 크로아티아 독수리 청년 스포츠 조직(Hrvatski orlovi)의 일원이었고, 체코슬로바키아 브르노에서 열린 집단체조에 참가했다. 그는 그룹의 의식 행렬 선두에 서서 크로아티아 국기를 들고 있었다.
1924년 10월 28일, 26세의 스테피나츠는 로마의 게르마니쿰 훙가리쿰 신학교에 입학하여 성직을 공부했다. 그곳에서 공부하는 동안 그는 미래의 오스트리아 추기경 프란츠 쾨니히와 배구팀에서 함께 뛰면서 친구가 되었다. 미국 장학금을 받고, 그는 그레고리오 대학교에서 신학과 철학 박사 학위를 취득했다. 크로아티아어 외에도 이탈리아어, 독일어, 프랑스어에 능통했다.
그는 1930년 10월 26일 로마 교구장 주세페 팔리카 대주교에 의해 서품되었는데, 이 서품식에는 그의 후임인 자그레브 대주교 프라뇨 셰페르도 함께 서품되었다. 11월 1일, 그는 산타 마리아 마조레 대성전에서 첫 미사를 집전했다. 스테피나츠는 일반 대중을 섬기고 싶어했고, 본당 신부가 되고 싶어했다.
그는 1931년 7월 1일 자신의 본당인 크라시치에서 첫 미사를 집전했지만, 본당 신부로 임명되는 대신 10월 1일 자그레브 대주교 안툰 바우어의 전례 의전 장으로 임명되었다. 그는 또한 그 해 12월에 교구 지부인 가톨릭 자선 단체 카리타스를 설립했고, 카리타스 잡지를 창간하고 편집했다. 그는 또한 임시로 사모보르와 스베티 이반 젤리나 본당을 관리했다. 이때쯤 스테피나츠는 강력한 크로아티아 민족주의자가 되었지만, 가톨릭 운동이나 정치적으로 보수적인 크로아티아 가톨릭 운동에는 적극적이지 않았다. 그는 "양심적이고 자신의 일에 헌신적"이라고 여겨졌다.

## 부교구장 대주교

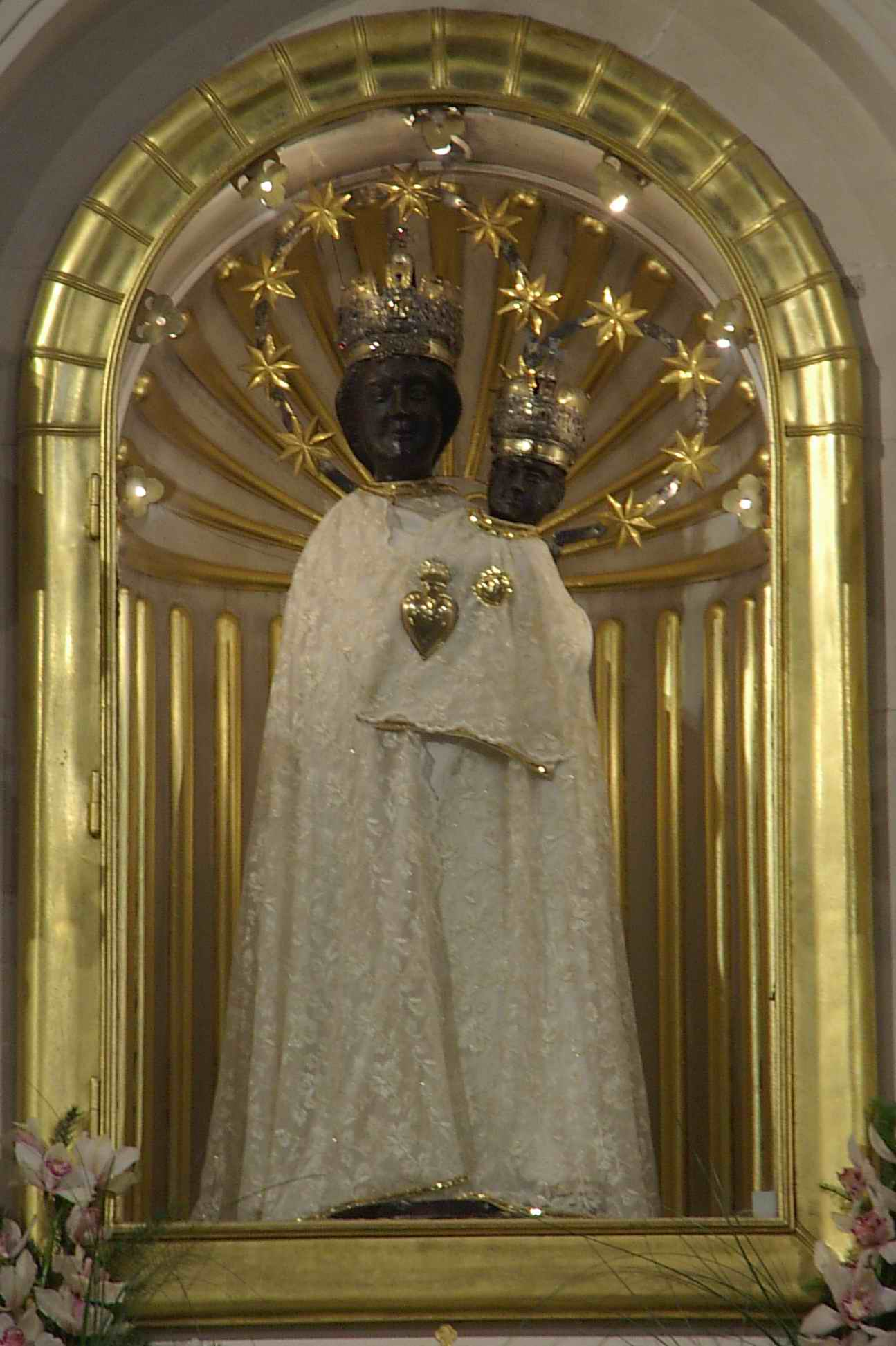
스테피나츠가 서품 직후 순례를 이끌었던 마리야 비스트리차의 검은 성모

### 임명
스테피나츠는 36세의 나이인 1934년 5월 28일 바우어의 부교구장 주교로 임명되었는데, 사제로 재직한 지 불과 3년 반 만이었으며, 다른 모든 후보자들이 거절된 후 선택되었다. 교황 비오 11세와 알렉산다르 1세 국왕 모두 그의 임명에 동의했지만, 국왕은 스테피나츠에 대한 추가 정보를 받은 후 동의를 철회하고 싶어했지만 바우어에 의해 만류되었다. 일부 자료에 따르면, 스테피나츠는 바우어의 후계자 자격이 주어지는 이 역할에 대해 다섯 번째 또는 심지어 여덟 번째로 고려된 후보였다. 1918년 스테피나츠가 유고슬라비아 군단에 합류하기로 한 결정은 알렉산다르 국왕에게 그를 더 수용 가능한 후보로 만들었다.
스테피나츠의 전기 작가인 시문 초리치 신부에 따르면, 바우어는 스테피나츠에게 바우어의 후임으로 지명되는 것에 대한 공식적인 동의를 해줄 것인지 물었지만, 며칠 동안 이 문제를 고려한 후 스테피나츠는 자신이 주교로 임명되기에 부적합하다고 생각한다고 말하며 거절했다. 이 사건의 설명에 따르면, 바우어는 계속 설득했고, 알렉산산드르 국왕이 그의 임명에 동의했다는 것이 명확해지자 스테피나츠는 동의했다. 그의 지명 시, 그는 In te, Domine, speravi(주님, 당신께 희망을 둡니다)를 자신의 모토로 삼았다.
1934년 6월 24일 서품 당시, 스테피나츠는 로마 가톨릭교회에서 가장 어린 주교였으며, 크로아트인들에게는 완전히 알려지지 않은 인물이었다. 서품 후 2주 뒤, 그는 15,000명의 순례단을 이끌고 마리야 비스트리차에 있는 오래된 성모 성지인 검은 성모에게 순례를 떠났다. 스테피나츠는 이후 매년 그곳으로 순례를 이어갔다. 바우어는 스테피나츠에게 많은 업무와 책임을 위임했고, 그는 국내를 폭넓게 여행했다.

### 정치적 상황
스테피나츠의 임명은 유고슬라비아의 격렬한 정치적 혼란 시기에 이루어졌다. 1928년 6월, 크로아티아 농민당(Hrvatska seljačka stranka, HSS)의 인기 지도자 스체판 라디치와 다른 여러 크로아티아 의원들이 유고슬라비아 의회에서 세르브인 의원 푸니샤 라치치에게 총격을 받았다. 두 명은 즉사했고 라디치는 두 달 후 상처로 사망했으며, 이 사건은 크로아트인들 사이에서 광범위한 분노를 불러일으켰다. 다음 해 1월, 알렉산다르 국왕은 의회를 정회시키고 사실상 전제군주가 되었다.
1933년 4월, HSS의 새 지도자 블라트코 마체크는 왕정 체제와 그 정책을 비난하는 자그레브 요점을 발표한 후 분리주의 혐의로 3년 형을 선고받고 투옥되었다. 마체크가 투옥되어 있는 동안 그의 부대리 요시프 프레다베츠는 경찰에게 살해당한 것으로 보인다. 스테피나츠가 마체크를 감옥에 방문하여 스테피나츠가 부교구장 주교로 임명된 것에 대한 그의 축하에 감사하고 싶었지만, 그의 요청은 거절되었다.
많은 지지 메시지에 대한 응답으로, 스테피나츠는 "모든 축하에 진심으로 감사했지만, 임명이 자신에게 너무나 무거운 십자가이므로 열광하지 않는다"고 말했다.
1934년 7월 30일, 스테피나츠는 프랑스 의원 로베르 쉬망을 접견했으며, 그에게 "유고슬라비아에는 정의가 없습니다. ... 가톨릭 교회는 많은 고통을 겪고 있습니다"라고 말했다. 1934년 내내 스테피나츠는 노련한 크로아티아 정치인이자 HSS의 데 팍토 수장인 안테 트룸비치와 여러 차례 대화했다. 유고슬라비아 왕국에 대한 그의 견해에 대해 트룸비치는 스테피나츠가 다음과 같이 말했다고 기록했다.
국가에 대한 충성심은 현재 상태 그대로 존재하지만, 국가는 모든 정당한 교단에 대해 가톨릭 교회를 대하듯이 행동하고 그들에게 자유를 보장해야 한다는 조건이 붙는다.

서품 후 스테피나츠는 벨그라드로 가서 알렉산다르 국왕에게 충성을 맹세했다. 리차드 웨스트 기자는 스테피나츠의 말을 인용한다.
나는 국왕에게 내가 정치인이 아니며 성직자들이 당 정치에 참여하는 것을 금지할 것이라고 말했지만, 반면에 크로아티아인들의 권리에 대한 완전한 존중을 찾을 것이라고 말했다. 나는 국왕에게 크로아티아인들을 부당하게 자극하거나 심지어 크로아티아라는 이름 자체를 사용하는 것을 금지해서는 안 된다고 경고했으며, 이는 나 자신이 경험한 일이다.

1934년 10월 9일, 알렉산다르 국왕은 크로아티아 민족주의 조직인 우스타샤의 지원을 받는 불가리아인 총격범에 의해 마르세유에서 암살당했다. 스테피나츠는 안툰 악샤모비치, 디오니지예 냐라디, 그레고리 로즈만 주교와 함께 벨그라드의 교황 대사로부터 세르비아 정교회 장례식에 참석할 특별 허가를 받았다. 암살 후 한 달도 채 되지 않아 스테피나츠는 "자그레브 메모랜덤"으로 알려지게 된 문서에 서명한 사람들 중 한 명이었다. 이 문서에는 마체크의 면죄, 일반 사면, 이동 및 결사의 자유, 정부 공인 준군사 조직 활동 제한, 자유 선거 등 여러 요구 사항이 나열되어 있었다. 메모랜덤의 핵심 요구 사항은 국왕을 계승한 섭정이 "크로아티아 문제"를 해결해야 한다는 것이었는데, 이는 많은 크로아트인들의 자기 결정권에 대한 열망이었다.

### 다른 활동
1936년 그는 유고슬라비아 최고봉인 트리글라브산에 올랐다. 2006년 그의 등정 70주년을 기념하여 정상 근처에 기념 예배당이 건립되었다. 1937년 7월, 그는 거룩한 땅(당시 영국 위임 통치 팔레스타인)으로 순례를 이끌었다. 순례 중에 그는 당시 이미 시복되었고 나중에 성인으로 시성된 순교자 니콜라 타벨리치에게 봉헌된 제단을 축성했다. 팔레스타인에서 돌아온 후 스테피나츠는 타벨리치 시성 운동을 시작했으며, 아드리아해를 내려다보는 벨레비트산맥에 그를 위한 기념비를 세울 것을 제안했다.

## 자그레브 대주교

크로아티아 바노비나의 창설은 파블레 왕자의 "크로아티아 문제" 해결 시도였다

1937년 12월 7일, 바우어가 사망했고, 40세가 채 되지 않았음에도 스테피나츠는 그의 뒤를 이어 자그레브 대주교가 되었다. 제2차 세계 대전 중 우스타샤의 테러 통치를 예견하듯, 스테피나츠는 1938년 사순절 기간 동안 대학생들에게 연설하면서 말했다.
자신의 민족에 대한 사랑은 사람을 파괴하고 보복을 요구하는 야만적인 동물로 만들어서는 안 되며, 오히려 그를 풍요롭게 하여 자신의 민족이 다른 민족을 존중하고 사랑하도록 만들어야 한다.

1938년 유고슬라비아 왕국은 전쟁 발발 전 마지막 선거를 치렀다. 스테피나츠는 마체크의 야당 명단에 투표했지만, 라디오 베오그라드는 그가 밀란 스토야디노비치의 유고슬라비아 급진 연합에 투표했다는 허위 정보를 퍼뜨렸다. 1938년 하반기에 스테피나츠는 급성 충수염 수술을 받았다.
1940년, 스테피나츠는 스베트코비치–마체크 협정에 대한 지지를 얻기 위해 자그레브에 도착한 파블레 왕자를 성 마르카 교회에서 맞이했다. 이 협정은 "크로아티아 문제"를 해결하기 위한 것이었지만, 완전한 독립을 요구하는 사람들을 만족시키지 못했다. 교황 비오 12세는 1940년 6월 29일부터 1941년 6월 29일까지를 크로아트인들 사이에서 기독교 1300주년을 기념하는 희년으로 선포했다. 1940년, 프란치스코회는 크로아티아에서 700주년을 기념했으며, 수도회 총장 레오나르도 벨로가 이 행사를 위해 자그레브를 방문했다. 그의 방문 기간 동안, 스테피나츠는 1940년 9월 29일 성 프란치스코 제3회에 가입했다. 바우어 사망 후, 스테피나츠는 정치에서 거리를 두려고 노력했고, 크로아티아 가톨릭 단체들을 통합하여 자신의 권위 아래 직접 종속시키려 했다. 그는 이를 달성할 수 없었는데, 이는 아마도 그가 젊고 비교적 경험이 부족했으며, 자그레브 대주교에게 일반적으로 부여되는 존경과 권위 수준을 지휘하지 못했기 때문일 것이다.
역사가 마르크 비온디치는 가톨릭 교회가 역사적으로 크로아티아 대중 정치와 공공 생활의 주변부에 있었으며, 전간기 동안 왕실 독재와 반성직자 HSS의 인기로 인해 교회의 영향력이 더욱 침식되었다고 관찰한다.

## 제2차 세계 대전 이전의 정치적 및 종교적 견해

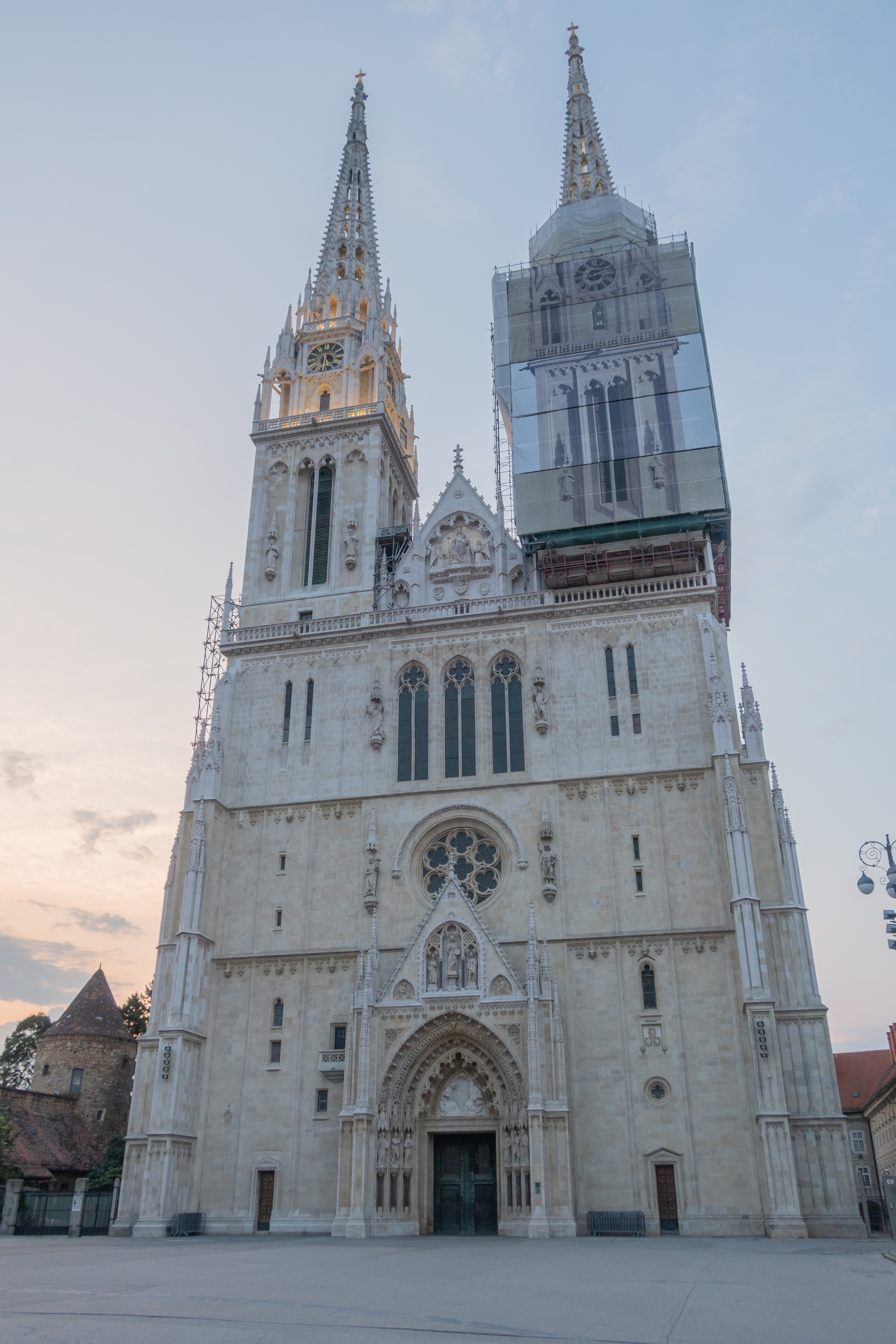
자그레브 대성당

독일 주도의 추축국의 1941년 4월 유고슬라비아 침공 이전, 부교구장 대주교와 자그레브 대주교로 재직하던 기간 동안, 스테피나츠는 여러 정치적, 종교적 문제에 대한 자신의 견해를 분명히 했다. 이 진술들 중 가장 중요한 것은 개신교, 동방 정교회, 공산주의, 그리고 프리메이슨에 관한 것이었다.
스테피나츠는 1938년 연설에서 "가톨릭 교회는 인류 역사상 가장 위대한 문명화 세력이었다"고 말하며 개신교를 비판했고, 가톨릭 교회의 공공 생활에서의 영향력을 박탈하려는 자들을 맹렬히 비난했다. 그는 종교 개혁을 "변형"이라고 언급했고, 루터를 "주님께서 주신 합법적 권위의 원칙을 파괴한" 거짓 선지자로 비난했다. 그는 이어서 개신교가 "오늘날 인간 사회가 고통받는 지옥"을 열었으며, "모든 형태의 인간 생활에서 무정부 상태"로 가는 길을 열었다고 말했다. 스테피나츠는 또한 동방 정교회에 대해 매우 비판적이었으며, 이를 가톨릭 교회와 크로아트인 전반에 심각한 위험으로 보았다. 1941년 3월 27일 영국 지원을 받는 세르비아 장교들이 추축국과의 조약에 반대하여 일으킨 유고슬라비아 쿠데타 다음 날, 그는 일기에 다음과 같이 썼다.
요컨대, 크로아트인과 세르브인은 두 세계, 즉 북극과 남극이며, 신의 기적 없이는 결코 가까워지지 않을 것이다. 대분열은 유럽의 가장 큰 저주이며, 개신교보다 거의 더 크다. 그 안에는 도덕도, 원칙도, 진리도, 정의도, 정직함도 없다.

같은 날 그는 성직자들에게 회칙을 발표하여 어린 국왕을 위해 기도하고 크로아티아와 유고슬라비아가 "전쟁의 공포에서 벗어나기를" 촉구했다. 이는 국가와 지도부에 대한 충성을 보이는 가톨릭 교회의 오랜 관행과 일치하는 것이었다.
스테피나츠는 전간기에 약 20만 명의 대부분 크로아티아 가톨릭 신자들이 세르비아 정교회로 개종했다는 사실을 잘 알고 있었다. 그는 나중에 가톨릭 신자들이 전간기에 정교회로 강제 개종당했다고 주장했지만, 역사가 조조 토마세비치에 따르면, 그들의 개종의 주된 이유는 세르비아인 지배 유고슬라비아 국가에서 친세르비아 공공 정책이 지배적인 종교의 구성원이 되는 것이 정치적으로나 경력 전망에 유리했기 때문이었다. 토마세비치는 또한 국가에서 지배적인 민족의 국교임에도 불구하고 세르비아 정교회가 로마, 특히 가톨릭 교회가 매우 역동적인 보스니아에서 위협을 느꼈다는 점을 지적한다. 보스니아 가톨릭 신자의 절반을 포함하는 단 한 개의 교구에서만 전간기에 17개의 새로운 본당을 만들었다. 토마세비치는 우스타샤 사제에게 공격을 받았을 때, 자신의 자서전에서 전전 유고슬라비아에서 가톨릭 교회가 박해받았다고 명시하지 않은 것에 대해, 전전 크로아티아 야당 지도자 블라트코 마체크가 "가톨릭 교회의 박해에 대해 쓸 수 없었다. 왜냐하면 내가 아는 한 그러한 박해는 존재하지 않았기 때문이다"라고 답한 것을 인용한다. 그러나 스테피나츠는 유고슬라비아 국가를 본질적으로 반가톨릭적이라고 보았다. 특히 바티칸과 이미 서명된 콩고르다툼이 유고슬라비아 의회에서 비준되지 못한 후에는 더욱 그러했는데, 이 콩고르다툼은 가톨릭 교회를 정교회와 더 동등한 위치에 놓았을 것이다. 그는 또한 콩고르다툼이 세르비아 교회의 압력으로 인해 유고슬라비아 의회에서 거부되었다는 사실에 민감했다.
정치학자 사브리나 P. 라메트는 전간기 유고슬라비아 국가에 대한 다양한 반가톨릭적 측면을 상세히 설명했는데, 여기에는 알렉산드르 국왕이 국가의 종교 생활을 규제하려 시도하고, 세르비아 정교회를 제외한 종교 단체 신자들에 대한 차별을 강화하며, 정교회 선교를 가톨릭 지역에서 허용함으로써 그들의 영향력을 침식시키려 했다는 점이 포함된다. 그러나 스텔라 알렉산더는 가톨릭 교회와 정교회 모두 전간기에 선교 활동을 했으며, 특히 가톨릭, 무슬림, 정교회 인구가 혼재된 보스니아 헤르체고비나에서는 가톨릭 교회가 정교회보다 더 공개적이고 적극적으로 선교 활동을 했다고 진술한다. 언론은 가톨릭 교회를 친파시스트라고 비난하는 데 사용되었다. 정부는 제1차 바티칸 공의회 이후 일부 가톨릭 신자들이 교황 무류성 교리를 받아들이기를 거부했을 때 설립된 경쟁 조직인 구 가톨릭교회를 홍보했다. 1921년 가톨릭 신자가 전체 인구의 39.3%를 차지하고 정교회 신자가 46.7%를 차지했음에도 불구하고, 신앙부는 처음에 정교회에 가톨릭 교회보다 14배나 많은 돈을 할당했다. 이는 조정되었지만, 자금 할당 비율은 매우 불균형하게 유지되었다. 이러한 모든 전략은 유고슬라비아에서 가톨릭 교회의 역할을 약화시키는 데 기여했다. 세르비아 정교회의 중요성을 강조하는 것이 정부 교육 정책의 중심에 있었으며, 학교 교과서는 달마티아의 세르비아 정교회 수도원의 중요성을 강조하고 가톨릭 수도원은 무시했다. 세르비아 정교회의 공식 신문은 유고슬라비아 전역에서 "세르비아 정교회의 승리"를 달성하기를 원한다고 밝혔다. 국가와 세르비아 정교회의 끊임없는 압력 아래, 1923년부터 1931년 사이에 유고슬라비아에서 가톨릭 신자의 비율은 37.4%로 감소했고 세르비아 정교회 신자의 비율은 48.7%로 증가했다. 크로아티아 신학자 로코 로고시치는 1935년에만 유고슬라비아 정부와 세르비아 정교회의 압력으로 10만 명의 로마 가톨릭 신자들이 동방 정교회로 개종했다고 주장했다. 그러나 인구 조사 데이터는 이러한 주장에 반대되는 결과를 보여주며, 전간기에 크로아티아와 보스니아 모두에서 정교회 세르브인에 비해 가톨릭 크로아트인의 수가 약간 더 많이 증가했음을 보여준다.
1930년대 크로아티아에서 가톨릭 운동은 권위주의적이고 급진적인 가톨릭주의로 우경화되었다. 스테피나츠 아래에서 계층적인 십자군 가톨릭 청년 조직은 1938년까지 4만 명의 회원으로 성장했다. 제복을 입은 행진과 대중 집회, 그리고 "하느님, 교회, 조국"이라는 슬로건을 통해 그들은 급진적인 가톨릭주의와 크로아트 민족주의를 혼합하여 자유주의, 공산주의, 대세르비아주의에 반대했다. 그들은 보스니아 헤르체고비나와 바치카를 주장하며 크로아티아의 국경 확장을 구상하는 대크로아티아 이데올로기를 채택했다. 1941년 십자군들은 우스타샤 정권의 열렬한 지지자가 되었다. 스테피나츠는 자그레브 대교구의 크로아티아 가톨릭 운동의 지도자였으며, 그들의 신문인 Hrvatska straža(크로아티아 수호자)는 그들이 "항상 급진적인 크로아트인이자 항상 급진적인 가톨릭 신자"이며, "공산주의는 가장 큰 악"이고 "유대인 카를 마르크스의 결과물"이라고 선포했다. 스페인 내전에서 그들은 프랑코, 이탈리아, 독일 편에 섰는데, 이는 "그들이 유대인이나 공산주의자, 또는 음흉하고 위험한 프리메이슨을 용납하지 않기 때문"이었다. 스테피나츠 대교구의 공식 신문인 Katolički list는 "유대인은 인류의 주적이다. 그들은 인류의 진정한 저주이다"라고 선포했다. 국내 전선에서 가톨릭 신문들은 특히 크로아티아 농민당의 정책과 블라트코 마체크를 공격했다. 1930년대 후반, 크로아티아 가톨릭 운동의 상당 부분은 크로아티아 농민당의 민주주의, 평화주의, 협상에 대한 약속을 공격하고, 대신 독립과 권위주의로 나아갔으며, 저명한 가톨릭 지식인들이 제2차 세계 대전 이전에 우스타샤에 가입했다. 1941년 이후, 이들 가톨릭 운동가들—이보 구베리나, 밀리보이 막디치, 이반 오르샤니치, 이보 보그단 등—은 주요 우스타샤 선전가이자 변호인이 되었으며, 일부는 우스타샤 정권의 관리로 일했다. 따라서 십자군 지도자 이반 오르샤니치는 먼저 크로아티아 독립국의 선전 사무국을 이끌었고, 그 후 우스타샤 청년단의 지도자가 되어 파벨리치에게 직접 보고했다.
1937년 스테피나츠 대주교는 자그레브에 난민 지원 위원회를 설립했으며, 이 위원회는 나치 독일에서 탈출하는 유대인들을 광범위하게 도왔다. 이 위원회의 비서였던 테레지야 스크린가르는 1940년 4월 독일 국방군이 자그레브에 도착하자마자 게슈타포에 체포되어 독일 구금 시설에서 5개월을 보냈다. 스테피나츠는 1938년부터 여러 설교에서 인종주의에 반대하는 설교를 했다. "자신을 어떤 더 높은 존재—초인간적으로—생각하고 다른 사람을 경멸하는 것은, 모든 사람이 그 자체로 먼지이며 재이고, 하나님의 자비로 모든 사람이 한 분이신 하늘 아버지의 자녀라는 것을 알 때 잘못된 것입니다."라고 그는 1938년에 설교했다. 스테피나츠는 나치를 "이교도"로 여겼으며, 독일 대표자와의 모든 접촉에서 항상 유보적인 태도를 유지했다. 자그레브의 게슈타포는 스테피나츠가 나치즘에 대한 명백한 반감을 가지고 있었고, 1941년에서 1945년 기간 동안 박해받는 유대인들을 돕기 위한 많은 행동을 했다고 보고했다.
1940년, 스테피나츠는 파블레 왕자에게 말했다.
가장 이상적인 것은 세르브인들이 그들의 조상들의 신앙으로 돌아가는 것, 즉 그리스도의 대표자인 교황 앞에 머리를 숙이는 것이다. 그러면 마침내 이 유럽 지역에서 숨을 쉴 수 있을 것이다. 왜냐하면 비잔티움주의가 이 지역의 역사에서 끔찍한 역할을 했기 때문이다.

크로아티아 민족과 가톨릭 교회에 대한 그가 인지하는 모든 위협 중 스테피나츠는 공산주의의 위험에 가장 강력히 반대했다. 1940년 8월, 유고슬라비아와 소련 간의 최근 외교 관계 수립에 대한 응답으로 스테피나츠는 교회와 공산주의자들 사이에 협력이 있을 수 없다고 설교했고, 교회가 공산주의자들을 두려워하지 않으며, 공산주의자들이 크로아티아를 "살인자, 강도, 방탕자, 도둑의 민족"으로 만들 것이라고 말했다.
스테피나츠는 특히 프리메이슨에 집착했으며, 이는 유고슬라비아의 통일을 지지하고 가톨릭 교회의 "권위주의와 반자유주의 이데올로기"로 간주하는 것에 반대하는 것과 밀접하게 관련되어 있었다. 1934년 스테피나츠는 자신의 일기에 다음과 같이 썼다. "오늘날 유고슬라비아에서는 프리메이슨이 통치한다. 불행히도 크로아티아 민족의 심장부인 자그레브에도 이 지옥 같은 사회가 뿌리내렸다. 부도덕, 부패, 온갖 부정직의 소굴이며, 가톨릭 교회의 맹세한 적이고 따라서 크로아티아 민족의 적이다. 프리메이슨의 지식과 승인 없이는 아무도 영향력 있는 직위에 임명될 수 없다. 그것과 싸우는 것은 농담이 아니지만, 교회와 크로아티아 국민, 심지어 유고슬라비아 국가의 이익을 위해 싸워야 한다. 왜냐하면 오늘날 지배하는 폭력은 프리메이슨에 의해 지지되기 때문이다."
토마세비치는 제2차 바티칸 공의회 이전의 보수적인 고위 성직자들 사이에서 프리메이슨에 대한 그러한 맹렬한 감정이 드물지 않았다고 언급한다. 토마세비치는 또한 1931년 이탈리아 파시스트의 가톨릭 청년 조직 남용과 1937년 독일 나치즘에 대한 교황 회칙에도 불구하고 스테피나츠는 파시즘이나 나치즘을 비난하거나 언급하는 것을 삼갔다고 지적하며, 1938년 가톨릭 교회가 스페인 내전에서 프랑코의 이탈리아와 독일 동맹국들을 지지하고 있었기 때문에 그들의 정치 이데올로기에 대한 공개적인 비판은 도움이 되지 않았을 것이라고 강조한다. 마지막으로 토마세비치는 바티칸이 독일을 공산주의의 가장 중요한 적수로 보았다는 점을 강조한다. 그럼에도 불구하고 스테피나츠는 1937년 나치 이데올로기에 대한 교황 회칙 이후 나치즘과 공산주의 모두에 대해 경고를 발표한 유고슬라비아 주교 회의의 일원이었다. 스테피나츠는 나치즘과 공산주의 모두를 두려워했지만, 서구 의회 민주주의를 경멸했다. 이는 1940년 11월 5일 스테피나츠가 일기에 쓴 내용에서 확인할 수 있다.
독일이 [전쟁에서] 이긴다면, 끔찍한 테러와 작은 민족들의 파괴가 있을 것이다. 영국이 이긴다면, 프리메이슨, [그리고] 유대인들이 권력을 유지할 것이다... 소련이 이긴다면, 악마가 세상과 지옥 모두를 지배할 것이다.

웨스트는 스테피나츠를 "청교도적 열성가"라고 묘사하며, 그가 공산주의, 자유주의, 세속 교육, 이혼 개혁, 욕설, 결혼 외 성교, 피임에 반대하는 사람들을 크로아티아 가톨릭 운동이라는 우산 아래 모았다고 말한다. 스테피나츠는 심지어 "남녀 혼합 일광욕과 수영"에 대해서도 비난했다. 웨스트는 또한 1934년까지 스테피나츠가 다음과 같이 발전했다고 관찰한다.
열렬하고 거의 강박적인 크로아티아 민족주의자로, 그의 편협함은 경건함과 어느 정도의 인간적인 친절함으로만 완화되었다.

언론인 마르쿠스 태너에 따르면, 부교구장 주교가 될 무렵, 스테피나츠는 세르비아 중심적인 유고슬라비아 정부의 접근 방식에 단호한 반대자가 되었고, 대주교가 될 무렵에는 HSS의 강력한 지지자가 되어 1938년 선거에서 마체크에게 투표했음을 분명히 했다.
스텔라 알렉산더는 스테피나츠의 정치적 전망에 대해 다음과 같이 썼다.
그는 여러 면에서 당시 크로아티아 교회의 전형적인 아들이었다. 열정적으로 경건하고, 편협하며, 독단적이며, 자신의 말에 따르면 "유대인, 프리메이슨, 공산주의자"가 "교회의 최악의 적"이며, 이교도인 정교회 세르브인들은 가능한 한 항상 참된 교회로 돌아와야 한다고 믿었다. 이는 위대한 용기와 함께 사회적 관심과 자선, 특히 개별적인 경우에 직면했을 때 나타났다. 그는 훌륭한 목자였고 그의 백성에게 가까이 다가갔다. 그가 주는 인상은 또한 예상치 못하게도 소박함과 개인적인 겸손함이다. 그는 자신의 직책의 존엄성과 무게를 의식했지만, 자신을 의식하지는 않았다. 그의 용기는 항상 위대했지만, 압력이 커질수록 증가했고 결국에는 영웅적이라고 묘사될 수 있었다. 이러한 용기와 의무에 대한 헌신은 그의 교구에서 벗어나거나 심지어 물러나는 것을 생각할 수 없게 만들었다. 그러나 그의 정치적 근시는 1941년의 묵시록적 사건들을 크로아티아와 크로아티아 가톨릭 교회의 당면 미래로 제한시켰고, 이는 그에게 우스타샤의 끔찍한 범죄에 대한 공모 혐의를 남겼다. 동일한 편협한 시각은 그가 전쟁 직후 새로운 정부와 어떤 종류의 타협점을 찾는 것을 막았다.

## 제2차 세계 대전
1939년 9월 전쟁 발발 후, 유고슬라비아 왕국은 중립을 선언했고, 영국은 유고슬라비아가 그 입장을 유지하도록 열심히 노력했다. 독일과 이탈리아의 압력이 꾸준히 증가하는 가운데, 1941년 3월까지 유고슬라비아는 추축국 회원국들로 완전히 둘러싸였다. 이러한 상황에서 일부 고위 정부 인사들은 유고슬라비아도 삼국 동맹 조약에 가입할 것을 주장했다.
여러 차례의 지연 끝에 파블레 왕자와 츠베트코비치 총리는 3월 25일 조약에 서명했지만, 다음날 벨그라드에서는 "노예보다는 무덤이 낫고, 조약보다는 전쟁이 낫다"는 구호를 외치는 시위가 일어났다. 3월 27일 새벽 무혈 군사 쿠데타가 일어났다. 쿠데타 이후 새 정부는 유고슬라비아의 삼국 동맹 조약 서명을 비준하기를 거부했지만, 공개적으로 배제하지는 않았다. 이 쿠데타는 크로아티아 인구에게 거의 지지를 받지 못했고, 침공이 시작된 다음 날 마체크는 정부에서 사임하고 소요를 예상하며 자그레브로 돌아왔다.

### 침공과 크로아티아 독립국 설립

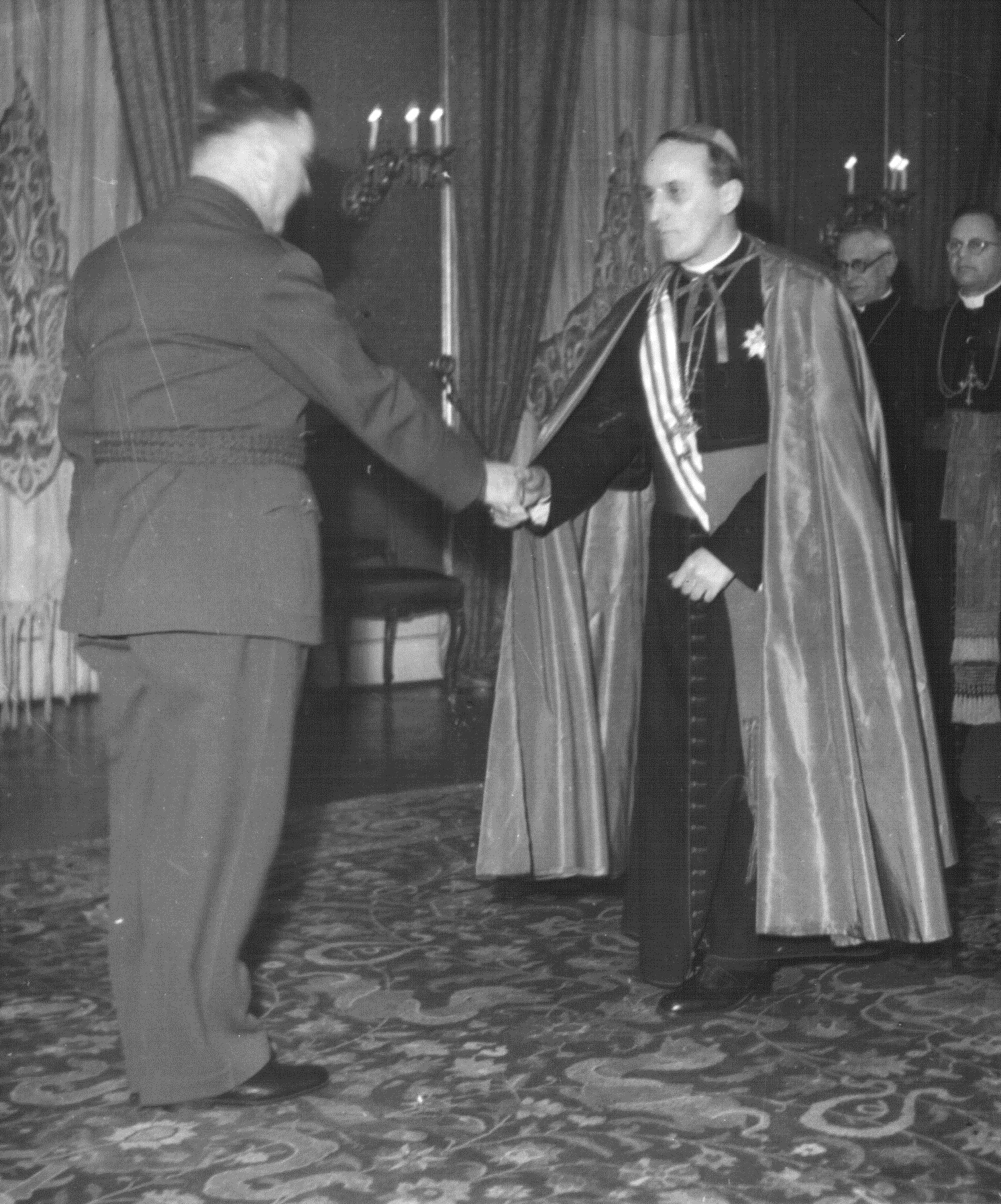
스테피나츠 대주교가 파시스트 우스타샤 지도자 안테 파벨리치를 맞이하는 모습

히틀러는 쿠데타 소식에 격분했고, 1941년 3월 27일 유고슬라비아 침공을 명령했다. 4월 6일부터 독일 주도의 추축군 침공 부대가 여러 방향에서 공격을 시작했고, 제한된 저항을 빠르게 제압했다. 전투 중에 여러 크로아트 부대가 반란을 일으키거나 제대로 싸우지 못하거나 이탈했다. 1941년 4월 10일, 독일군의 도움으로 국내 우스타샤 고위 인사 슬라브코 크바테르니크는 크로아티아 독립국(크로아티아어: Nezavisna Država Hrvatska, NDH)의 설립을 선포했다. 독일 전차는 같은 날 늦게 자그레브에 진입했으며 환호하는 군중의 환영을 받았다.
전쟁 전 우스타샤는 독립 크로아티아를 위해 싸우는 파시스트, 극단 민족주의, 인종 차별주의, 테러리스트 조직이었다. 우스타샤 테러리스트들은 유고슬라비아행 국제 열차에 폭탄을 터뜨렸고, 1934년 유고슬라비아 국왕과 프랑스 외무부 장관의 마르세유 암살 사건에서 유죄 판결을 받았다. 안테 파벨리치, 크바테르니크 및 기타 우스타샤 지도자들은 실제 암살 주범으로 프랑스 법원에 의해 궐석 사형 선고를 받았다. 우스타샤의 "17원칙"은 "크로아트 혈통"이 아닌 사람들(즉, 세르브인과 유대인)은 미래 크로아티아 국가에서 어떤 정치적 역할도 할 수 없다고 선포했다. 1936년 그의 저서 "크로아트 문제"에서 우스타샤 지도자 파벨리치는 반세르비아 및 반유대인 증오를 퍼부으며 유대인을 크로아트 민족의 적이라고 불렀다.
4월 12일, 스테피나츠는 크바테르니크를 방문하여 크로아티아 독립국에 충성을 맹세했다. 다음 날, 우스타샤 지도자 안테 파벨리치가 자그레브에 도착했을 때 스테피나츠는 환영 행사에 참여하지 않았지만, 4월 16일 파벨리치를 방문했다. 이 회의와 라디오 방송은 모두 4월 17일 유고슬라비아 군대의 항복 이전에 발생했다. 그날 저녁, 스테피나츠는 파벨리치와 주요 우스타샤를 위해 만찬을 열었다. 4월 27일, 스테피나츠는 자신의 일기에 파벨리치가 가톨릭 교회의 소망에 따라 행동할 것이며, 파벨리치가 구 가톨릭교회(교황 권위를 거부하는)를 "박멸"할 것이며, 세르비아 정교회에 대해서는 그가 교회로 여기지 않고 정치 조직으로 여기기 때문에 관용을 베풀지 않을 것이라고 확언했다고 기록했다. 이를 바탕으로 스테피나츠는 파벨리치가 "진실한 가톨릭 신자이며 교회가 자유롭게 활동할 수 있을 것"이라고 일기에 결론 내렸지만, 어려움이 있을 것임을 인정했다. 같은 날, 크로아티아 가톨릭 공식 신문 네델리야는 파벨리치와 히틀러를 모두 칭찬하며 다음과 같이 말했다.
나라들의 운명을 지휘하고 왕들의 마음을 다스리시는 하느님께서는 우리에게 안테 파벨리치를 주셨고, 우호적이고 동맹국인 아돌프 히틀러의 지도자에게 그의 승리한 군대를 사용하여 우리의 억압자들을 흩어지게 하고 우리가 독립된 크로아티아 국가를 건설할 수 있도록 움직이셨다. 하느님께 영광을, 아돌프 히틀러에게 감사하며, 우리의 포글라브니크 안테 파벨리치에게 무한한 충성을!

우스타샤는 즉시 정권에 반하는 행위를 시도하는 자에게는 사형만을 선고하는 가혹한 법령(4월 17일)을 시행하고, 첫 강제 수용소(4월 15일)를 개설했으며, 유대인과 세르브인에 대한 박해를 시작했다. 우스타샤가 나치식 인종법을 준비하고 있음을 인지한 스테피나츠는 4월 23일 우스타샤 내무부 장관 안드리야 아르투코비치에게 편지를 써서, 인종법이 "필요하다"고 언급하며, 가톨릭으로 개종한 유대인들은 예외로 해줄 것을 요청했다. 5일 후인 4월 28일, 스테피나츠는 "젊은 크로아티아 국가"의 탄생에 대한 "열광적인" 회칙을 자신의 교구에 발표했으며, 여기에는 다음과 같은 내용이 포함되어 있었다.
우리 민족은 오랜 염원이었던 꿈과 대면하게 되었다. 지금은 혀가 말하는 것이 아니라, 우리가 하느님의 빛을 본 나라와 우리가 태어난 민족과의 신비로운 연결고리인 피가 말하는 시대이다. 우리의 혈액이 더 빨리 흐르고, 가슴 속 심장이 더 빨리 뛰고 있다고 말할 필요가 있겠는가? ... 여기서 하느님의 손길을 쉽게 볼 수 있다.

스테피나츠는 자신의 대교구 성직자들에게 새로운 크로아티아 국가에 대한 의무를 다하고 국가 원수인 우스타샤 지도자 파벨리치를 위해 기도할 것을 촉구했다.
진실과 정의 안에서 하느님의 영광과 백성의 구원을 위해 고귀하고 책임감 있는 직책을 수행할 영과 지혜를 가질 수 있기를.

스테피나츠의 편지는 크로아티아 민족주의자들과 신생 국가 내 가톨릭 교회의 상당 부분 사이에서 공통된 정서를 담고 있었다. 전간기 동안 교회의 정치적 역할이 미미했던 점을 고려할 때, 크로아티아 독립국의 수립은 교회와 크로아티아 가톨릭 운동에게 기회를 제공하는 것처럼 보였다. 신생 국가의 지도자들은 교회 지도자들과 협력할 의향이 있는 것처럼 보였고, 따라서 유고슬라비아 국가 하에서 교회가 겪었던 소외를 줄일 수 있을 것으로 보였다.
스테피나츠가 즉시 크바테르니크와 파벨리치를 방문하고, 그의 교구 편지는 모두 우스타샤가 신생 국가에 대한 통제를 강화하는 데 도움을 주었으며, 크로아티아 국민 사이에서 그 신뢰도를 높였다. 콘웰은 이 편지가 우스타샤가 비엘로바르 근처에서 거의 200명의 세르브인을 학살한 날 발행되었다고 지적한다. 스테피나츠의 편지 이전에도 우스타샤와 폴크스도이치는 이미 오시예크 회당을 파괴했으며(4월 14일), 4월 17일 파벨리치는 국민과 국가 보호에 관한 법령을 발표했는데, 이는 세르브인, 유대인, 롬족을 법 밖으로 밀어내 박해와 파괴로 이끈 최초의 법령이었다. 우스타샤는 그들의 첫 강제 수용소를 개설하고 수용하기 시작했으며(4월 15일), 유대인과 세르브인에 대한 추가적인 차별적 법령(4월 14일, 19일, 22일, 25일)을 제정했다. 스테피나츠는 이미 인종법 계획을 알고 있었는데, 파벨리치는 스테피나츠가 파벨리치와 우스타샤 국가를 칭찬하는 편지를 발행한 지 불과 이틀 후에 서명했다.
1941년 4월 30일, 파벨리치는 주요 인종법—인종 기원에 관한 법률령과 아리안 혈통 및 크로아티아 국민의 명예 보호에 관한 법률령—에 서명했다. 5월 16일 교황에게 보낸 편지에서 스테피나츠는 인종법이 나치들을 달래기 위한 것이며, "크로아트인들이 이 법을 통과시킨 것이 독일인들이 모든 권력을 자신들의 손에 넣는 것보다 훨씬 덜한 악이었다"고 결론지었다. 5월 14일 교황에게 보낸 편지에서, 글리나 교회에 갇혀 있던 260명의 정교회 세르브인 학살을 알고 있던 스테피나츠는 크로아티아를 "가톨릭 국가"로 만들려는 우스타샤의 노력을 칭찬하고, 특히 파벨리치를 칭찬하며, 그가 크로아티아에서 정교회 세르브인들을 "청산"(제거)할 것이라고 언급했다.
완전히 솔직하게 말하면, 권력층에서는 크로아티아를 가톨릭 국가로 만들려는 최고의 열망이 있다는 것을 알게 됩니다. 국방부 장관 [슬라브코 크바테르니크]은 저에게 절대적으로 보장했습니다: 크로아티아는 가톨릭 국가가 될 것입니다. 그렇지 않으면 사라지게 될 것입니다… 현재 크로아티아를 통치하는 자들이 가톨릭 교회의 가르침을 실행하려는 열망은 우리가 가진 모든 충성심과 힘으로 그들을 돕고 지지하도록 의무화합니다." 스테피나츠는 덧붙였다: "파벨리치는 진정한 가톨릭 신자이며, 엄청난 장애물에도 불구하고 크로아티아에 가톨릭 국가를 만들고 싶어 합니다… 저는 파벨리치 총리가 20년 동안 정부 수반이었다면, 크로아티아에서 분열주의자들 [즉, 정교회 세르브인들]이 완전히 청산되었을 것이라고 믿습니다." 나치의 26만 명의 슬로벤인 추방 계획을 언급하며, 스테피나츠는 다음과 같이 썼습니다: "이전에 [파벨리치]는 저에게 슬로벤인들의 운명을 바꾸어 그들을 가톨릭 신자로 크로아티아로, 가톨릭 신자들 사이에 이주시키고, 같은 수의 분열주의 세르브인들을 크로아티아에서 마케도니아로 이주시키는 것에 대해 제가 어떻게 생각하는지 물었습니다. 저는 [파벨리치]에게 그러한 해결책이 불쌍한 슬로벤인들에게 더 나을 것이라고 답했습니다."

크로아티아 역사학자 흐르보예 클라시치(Hrvoje Klasić)는 스테피나츠가 오늘날 법원에서 민족 청소로 분류될 수 있는 세르비아인에 대한 행동을 지지했다고 지적한다. 1941년 5월 파벨리치는 교황을 알현했다. 파이어는 스테피나츠가 비오 12세와의 알현을 주선했으며, "성좌에 독재자를 추천했다"고 썼다. 에스터 기트만은 "스테피나츠는 파벨리치에 합류하지 않았다"고 썼으며, 그는 교황과 개인 알현을 가졌다. 파벨리치는 스테피나츠 대주교에게 마글리오네 추기경을 통해 교황 비오 12세에게 서한을 써서 크로아티아 독립국의 공식 인정을 요청하도록 압력을 가했다. 답변은 7월에 돌아왔다. 전시 오랜 전통에 따라 크로아티아 독립국에 대한 바티칸의 인정은 없었다. 그러나 교황은 교황 특사로서 주세페 마르코네 아빠스를 보냈으며, 이는 스테피나츠를 만족시켰다. 그는 "바티칸이 사실상 새로운 국가를 인정했다"고 느꼈기 때문이다.
5월 16일 교황에게 보낸 보고서에서 스테피나츠는 다음과 같이 썼다.
지금까지는 독일의 압력이 분명히 나타나고 있습니다. 그들은 크로아티아 국가의 내정에 간섭하고 싶지 않다고 주장하지만, 유대인에 대한 법률에서 그 압력이 매우 강하게 느껴집니다. 실제로 최근 통과된 인종차별법은 독일의 심한 압력 때문이라고 보아야 합니다. 왜냐하면 국가를 운영하는 사람들과의 개인적인 만남에서 그들이 이 법을 발표된 대로 오랫동안 완전히 시행할 의도가 없다는 것을 알기 때문입니다. 크로아티아인들이 이 법을 통과시킨 것이 독일인들이 모든 권력을 자신들의 손에 넣는 것보다 훨씬 덜한 악입니다.

파벨리치는 1941년 6월 7일 히틀러를 처음 만났고, 많은 젊은 성직자들이 우스타샤 정권에 대해 매우 긍정적인 태도를 보였지만, 스테피나츠는 그가 "가능한 한 관대하게" 통치해야만 통치할 수 있다고 조언했다고 말했다. 비온디치는 스테피나츠가 많은 젊은 사제들이 우스타샤를 공개적으로 지지하는 것에 불만을 품었다고 지적한다. 1941년 6월 26일, 스테피나츠는 사라예보 대교구장과 벨그라드, 반야루카, 스플리트, 흐바르, 시베니크, 세니-모드루시 교구장들과 만났다. 모스타르 주교는 수도사를 회의에 보냈다. 이 그룹은 파벨리치를 찾아가 그들의 헌신과 신뢰를 표명하기로 결정했다. 파벨리치와의 접견에서 스테피나츠는 "종교와 국가에 대한 사랑은 오직 하느님에게서만 나온다"고 말한 후, 파벨리치에게 "우리 조국의 더 나은 미래를 위한 진실되고 충성스러운 협력"을 약속했다.
처음에는 크로아티아 독립국을 환영했지만, 스테피나츠는 나중에 나치 동맹국의 유대인과 세르브인에 대한 잔학 행위를 비난했다. 그는 유대인 박해와 나치 법률에 반대하고, 유대인과 다른 사람들의 탈출을 도왔으며, 1943년 자그레브 대성당 앞에서 우스타샤의 잔학 행위를 비판했다. 그럼에도 불구하고 스테피나츠는 우스타샤 정권과 결별하지 않았으며, 그들과 함께 공공 모임에 계속 참석했다. 침공과 달마티아 해안의 대부분이 이탈리아에 병합된 후, 자그레브 대교구의 교회 관구는 자그레브 대교구를 포함하여 자코보와 세니-모드루시 교구, 그리고 크리제브치 그리스 가톨릭 주교구를 포함했다. 스테피나츠는 자신의 관구 대리 주교들에 대해 매우 제한적인 공식 권한을 가지고 있었으며, 상위자라기보다는 "동등한 사람들 중 첫째"에 가까웠다. 비온디치는 스테피나츠가 사라예보에 기반을 둔 사라예보 대교구장 이반 샤리치 또는 크로아티아 독립국 내 다른 주교들의 정책을 지시하거나 행동을 통제할 권한이 없었다고 진술한다. 그러나 골트슈타인은 스테피나츠가 사라예보 대교구장 이반 샤리치와 소통했지만, 런던의 크로아티아 농민당 당원들이 샤리치를 격렬하게 비난한 것과는 달리, 그의 우스타샤 집단 학살에 대한 공개적인 지지를 사적으로조차 비난하지 않은 것으로 보인다고 지적한다.
1941년 여름 말, 안테 파벨리치는 지난 몇 달 동안 우스타샤가 저지른 모든 잔학 행위에 대해 비정규 "야만적인 우스타샤"(약 25,000-30,000명, 많은 범죄 요소 포함)를 공개적으로 비난했다. 국가 당국은 "야만적인 우스타샤" 구성원들에게 급여를 지급하거나 군 복무를 인정하지 않았지만, 정부 통제 언론과 우스타샤 관리들은 이전 몇 달 동안 "적대적 요소"에 대항하도록 이 공격적이지만 규율 없는 집단들을 분명히 부추겼다. 이는 정권이 크로아티아 독립국 내에서 민족 청소와 집단 학살을 실행하는 데 인력이 필요했기 때문이다. 이 우스타샤 민병대 비정규 부대의 일부 구성원들은 세르브인과 롬족에 대한 범죄로 체포, 재판, 처형되었다. 이는 나머지 "야만적인 우스타샤"에게 우스타샤 계층 구조에 편입되라는 메시지를 전달하기 위해 이루어졌다. 그러나 세르브인, 유대인, 롬족에 대한 박해는 계속되었다.

### 정부와의 관계
역사가 조조 토마세비치는 크로아티아 독립국 정권이 유대인, 세르브인, 롬족에 대해 집단 학살 정책을 펼쳤으며, 동시에 크로아트인들에게도 역사상 가장 큰 억압을 가했다고 진술한다. 존 파인에 따르면, 스테피나츠는 수도의 대주교였기 때문에 우스타샤 지도자들과 긴밀한 관계를 유지했다. 전쟁 기간 동안 스테피나츠는 크로아티아 독립국 창립 기념일에 테 데움을 개인적으로 집전했으며, 1945년 4월 10일도 포함되었다. 스테피나츠는 전쟁 내내 크로아티아 독립국 군대의 군종 대리로 복무했다. 그는 우스타샤 신문에 파벨리치와 다른 우스타샤 지도자들과 함께 여러 차례 사진에 실렸다. 비록 나중에 우스타샤와 거리를 두려 했지만, 특히 추축국과 우스타샤가 전쟁에서 패배할 것이 분명해졌을 때, 스테피나츠와 크로아티아 가톨릭 교회의 성직자들은 마지막까지 우스타샤 정권을 공개적으로 지지했다.
1941년 5월 중순, 마글리오네는 이미 스테피나츠와 다른 주교들이 우스타샤 지도부와 "타협하는" 것을 피하기 위해 크로아티아 독립국 당국과 조심스럽게 행동하고 있다고 언급했다. 1941년 7월, 파벨리치의 생일을 축하하기 위해 자그레브 대성당에서 테 데움이 불리지 않아 스테피나츠와 우스타샤 지도자 사이에 긴장이 고조되었다. 그러나 같은 달, 첫 크로아티아 독립국 주교 회의가 끝난 후, 주교들은 파벨리치에게 접견을 받았다. 스테피나츠는 파벨리치를 직접 맞이하며 주교들이 "크로아티아 독립국의 합법적인 하느님 교회의 대표로서, 우리 조국의 더 나은 미래를 위한 진실되고 충성스러운 협력의 약속과 함께" 그를 방문하고 있다고 말했다. 1941년 10월, 우스타샤가 자그레브 주요 회당을 파괴한 직후, 스테피나츠는 다음과 같은 설교를 했다.
"어떤 종교든 하느님의 집은 성스러운 곳이다. 그런 곳을 건드리는 자는 목숨으로 대가를 치를 것이다. 어떤 종교든 하느님의 집에 대한 공격은 모든 종교 공동체에 대한 공격을 구성한다." (이보 골트슈타인은 스테피나츠가 이 말을 했다는 주장은 한 개인에게서 나온 것이며, 스테피나츠가 자그레브 대성당에서 연설했다고 주장됨에도 불구하고 다른 어떤 자료로도 확인되지 않는다고 지적한다. 골트슈타인은 또한 이 발언이 당시 잘 기록된, 개인적인 통신에서 나타난 우스타샤 인종법에 대한 다소 온화한 비판과는 상반된다고 지적한다)

1941년 11월, 스테피나츠는 주교 회의를 주재하며 크로아티아 독립국 내 여러 주교들로부터 보고를 들었다. 그가 들은 내용은 새로운 크로아티아 국가에 대한 그의 열정을 식게 만들었다. 11월 20일 그는 파벨리치에게 자신이 받은 보고서 일부를 포함하여 편지를 썼다. 그는 최악의 잔학 행위는 끝났고, 그것들은 개인들의 소행이라고 믿는다고 진술했다. 그러나 스테피나츠가 개인들을 비난한 것과는 달리, 역사학자들은 우스타샤 정권이 유대인, 세르브인, 롬족에 대해 체계적인 집단 학살 정책을 수행했다고 진술한다. 편지는 파벨리치에게 다음과 같이 도전했다. "이러한 끔찍한 폭력과 잔혹 행위가 일어나고 있다는 것을 아무도 부정할 수 없습니다." 그는 파벨리치 자신이 우스타샤가 저지른 잔학 행위를 비난했다고 지적했다. 그는 "크로아티아 민족은 1000년 된 문화와 기독교 전통을 자랑스러워해 왔습니다. 그래서 우리는 이제 자유를 얻은 크로아티아가 이전 통치자들이 보인 것보다 더 큰 고귀함과 인간성을 실제로 보여주기를 기다립니다"라고 말했다. 토마세비치는 스테피나츠가 이 편지를 공개하지 않았다는 점, 예를 들어 사목 서한 형태로 공개하지 않았다는 점을 지적하는데, 이는 우스타샤의 범죄를 억제하는 데 유익한 효과를 가져올 수 있었을 것이다. 사실 토마세비치는 스테피나츠도, 교회 계층의 다른 누구도 우스타샤의 세르브인에 대한 범죄에 대해 공개적으로 단 한 마디도 항의하지 않았다고 썼다. 세르브인들은 크로아티아 독립국 집단 학살 정책의 가장 많은 희생자였다.
1941년 12월, 파벨리치는 이탈리아 외무부 장관 갈레아초 치아노 백작과 만나 가톨릭 성직자 중 하위 계층은 우스타샤 정권에 대해 매우 긍정적인 태도를 보였지만, 일부 주교들은 정부에 노골적으로 적대적이었다고 말했다. 또한 12월에 스테피나츠는 가톨릭 운동과 우스타샤에 가입하는 것이 양립할 수 없다고 선언했다. 콘웰은 스테피나츠가 "새로운 크로아티아 국가의 일반적인 목표와 전적으로 일치했다"고 진술한다. 토마세비치는 가톨릭 교회가 우스타샤 정책을 전적으로 지지했으며, 세르브인에 대한 범죄를 공개적으로 비난하지 않았다고 진술한다. 많은 사제들과 잘 알려진 가톨릭 평신도들은 공개적으로 우스타샤 편에 섰고, 크로아티아 독립국에서 중요한 직책을 맡았으며, 가톨릭 언론은 파벨리치 정권을 칭찬했다. 여러 차례, 대주교는 크로아티아 독립국에 대한 지지를 선포하고 유고슬라비아의 소멸을 환영했다. 그는 전쟁 기간 동안 매년 4월 10일 크로아티아 독립국 선포 기념 미사를 집전했다. 1945년 6월, 크로아티아 독립국 주재 교황 특사 마르코네는 자그레브의 한 영국 장교에게 전쟁 중 크로아티아 가톨릭 교회가 "우스타샤와 너무 밀접하게 동일시하려는 경향이 있었다"고 말했다. 이는(1) 많은 크로아트인 사제들이 크로아티아 독립의 열정적인 신봉자였으므로 우스타샤의 잔학 행위에 눈감고 싶어했고,(2) 파벨리치, 루카비나, 루부리치와 같은 최악의 범죄자를 포함하여 우스타샤 지도자들이 독실한 가톨릭 신자였기 때문에 그들에게 끌렸기 때문이었다.
1943년 5월, 스테피나츠는 교황청 국무장관에게 크로아티아 가톨릭 교회가 우스타샤 정권에 대해 어떤 태도를 취하고 있는지 보고했다. 교회가 우스타샤의 범죄에 충분히 반대하지 않았다는 비판에 대해 스테피나츠는 교회가 우스타샤 정권으로부터 받은 주요 이점들을 열거했다. 그는 낙태에 반대했는데, 스테피나츠는 주로 유대인과 세르비아인 의사들이 낙태를 시행한다고 주장했으며, 음란물을 금지했는데, 스테피나츠에 따르면 유대인과 세르비아인들이 음란물을 발행했다고 한다. 또한 프리메이슨을 폐지하고 공산주의에 강력히 맞서 싸웠으며, 욕설에 대한 법령을 발표했다. 우스타샤 정부는 크로아티아 독립국 군인들의 기독교 교육을 보장했고, 학교에서 종교 교육을 주장했으며, 가톨릭 종교 기관에 대한 재정 지원을 늘리고 성직자들의 봉급을 인상했으며, 교회의 자선 활동을 지원하고 새로운 교회의 건설과 기존 교회의 수리를 재정적으로 지원했다. 스테피나츠에 따르면, 이 모든 것들은 가톨릭 교회를 향한 우스타샤 정권의 선의의 지표였으며, "대주교의 보고서가 분명히 보여주듯이, 교회도 이에 상응하는 보답을 했다."
같은 편지에서 스테피나츠는 유고슬라비아 망명 정부의 우스타샤 정권에 대한 불평을 바티칸의 눈에 크로아티아 독립국을 불신시키려는 "적의 선전"으로 묘사했다. 그는 책임감 없는 사람들에 의해 크로아티아 독립국 당국의 승인 없이 세르브인에 대한 잔학 행위가 저질러졌다는 것을 인정했으며, 책임자 중 상당수는 정부에 의해 처형되었다고 주장했다. 그는 잔학 행위를 한탄하고 비난했지만, 이는 세르브인들이 전간기에 크로아티아 민족의 모든 권리를 침해했던 행동에 대한 반응이라고 진술했다. 그는 또한 추기경에게 1928년 의회에서 크로아티아 의원들이 암살당한 사건을 상기시켰다. 토마세비치는 우스타샤도 "일부 과잉 행위"와 "야만적인 우스타샤"라고 정기적으로 언급했던 것을 정당화하려 했으며, 이는 세르비아인 지배 유고슬라비아 정권의 전전 탄압 행위를 들먹였다고 지적한다. 그러나 스테피나츠의 견해와 달리, 토마세비치는 "전시 우스타샤의 세르비아인에 대한 정책은 집단 학살적 성격을 띠었으며, 이전의 [세르비아인의] 반크로아티아 조치와는 성격과 범위 면에서 완전히 불균형했다"고 썼다. 또한 우스타샤 정권은 크로아티아 독립국이 운영하는 강제 수용소에서 유대인과 롬족에 대한 집단 학살도 자행했다.
파벨리치는 4년 동안 재임하면서 자그레브 대성당에서 단 한 번만 미사에 참석했으며, 스테피나츠는 그 때 입구에서 그를 맞이하지 않았다. 스테피나츠는 새로운 정권 하에서 대교구의 출판물인 Katolički List에 대한 통제권을 잃었다. 1942년, 헝가리 관리들은 헝가리가 점령한 메지무리예를 헝가리의 교구에 교계적으로 편입시키기 위해 로비 활동을 했다. 스테피나츠는 이에 반대했고, 교황청으로부터 전쟁 중에는 교구 경계가 변경되지 않을 것이라는 보장을 받았다. 1943년 10월 26일, 독일군은 대주교의 형제인 미요를 살해했다.
태너에 따르면 스테피나츠는 정치와 우스타샤 정권의 본질에 대해 여전히 순진했다. 1943년 스테피나츠는 바티칸을 방문하여 크로아티아 예술가 이반 메슈트로비치와 접촉했다. 메슈트로비치에 따르면 스테피나츠는 파벨리치가 세르브인 학살에 대해 알고 있었는지 그에게 물었다. 메슈트로비치가 파벨리치가 모든 것을 알고 있어야 한다고 대답하자 스테피나츠는 얼굴이 창백해지며 눈물을 흘렸다.
역사가 마르틴 길버트는 스테피나츠가 처음에는 크로아티아 독립국을 환영했지만, 나중에는 "세르브인과 유대인에 대한 크로아트인들의 잔학 행위를 비난했고, 직접 노인 요양원에서 유대인 집단을 구했다"고 썼다. 웨스트에 따르면 스테피나츠와 전체 가톨릭 교회는 파벨리치와 크로아티아 독립국에 충성을 유지했다. 웨스트는 스테피나츠가 파벨리치, 부닥, 크바테르니크, 아르투코비치와 같은 고위 우스타샤의 사제이자 고해성사 신부 중 한 명이었다고 진술한다.

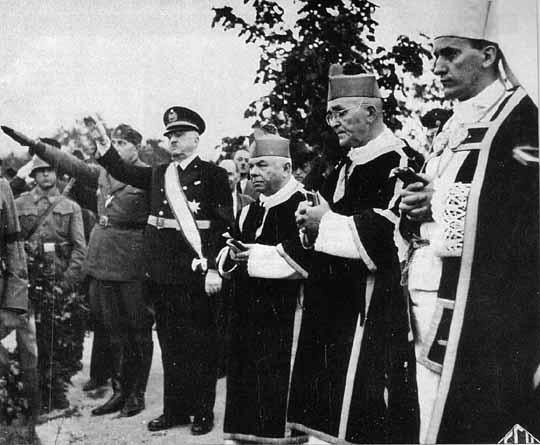
1944년 9월 크로아티아 의회 의장 마르코 도센의 장례식에서 두 가톨릭 사제와 함께 있는 스테피나츠(맨 오른쪽)

1944년, 크로아티아 독립국 법무종교부는 스테피나츠에게 파벨리치로부터 크로아티아 공로훈장을 제안했고, 스테피나츠는 이를 수락했다. 이는 "대주교로서 국내외에서 크로아티아 독립국의 적들을 폭로한 공로" 때문이었다.
크로아티아 독립국의 가톨릭 교회는 이후 정부가 취한 조치를 비판하기 시작했고, 당국과 어느 정도 거리를 두려 했다. 유력한 대안 정부가 세르비아인 쇼비니스트 체트니크나 공산주의자들이 이끄는 상황에서, 교회에는 진정한 대안이 없었다. 당시 우스타샤는 이미 크로아티아 국민 대다수의 지지를 잃었고, 주요 크로아티아 전전 정당인 크로아티아 농민당의 대부분 구성원들은 파르티잔을 지지하고 있었다. 이와 달리 교회는 크로아티아 독립국 정부에 대한 지지를 끝까지 유지했다. 이는 1945년 3월 24일 주교 회의 후 발표된 사목 서한으로 입증되는데, 이 서한에서 크로아티아 가톨릭 교회는 대부분의 고위 정권 인물들이 해외로 도피할 준비를 하고 있었음에도 불구하고 괴뢰 국가와 그 통치자들에 대한 공식적인 지지를 유지했다. 주교 회의는 우스타샤 정부의 촉구로 소집되었으며, 서한 초안 작성에도 관여했는데, 이 서한은 이미 연합군에 의해 인정된 새로운 통합 유고슬라비아 정부가 수립된 후에 발표되었다. 나중에 자그레브 주재 영국 대표에 따르면, 교황 특사 마르코네는 크로아티아 독립국에 대한 주교들의 지지 서한을 알았다면 그 발행을 막기 위해 모든 노력을 다했을 것이라고 진술했다.(전쟁 중 바티칸은 망명 중인 유고슬라비아 정부를 인정했고, 전후에는 새로운 유고슬라비아 정부를 인정했다.) 크로아티아 독립국 내 가톨릭 언론 또한 마지막까지 파벨리치를 지지했다.
이보 골트슈타인은 스테피나츠가 우스타샤의 범죄에 대해 항의했음을 인정하지만, 스테피나츠의 가장 큰 실패는 크로아티아 독립국의 첫날부터 마지막 날까지 그 범죄 정권에 대한 공개적인 지지였다고 진술한다. 그는 우스타샤의 집권 소식을 축하했고, 크로아티아 독립국 기념일(심지어 1945년 4월 10일에도)에 테 데움을 거행했으며, 수많은 경우에 파벨리치와 다른 우스타샤 관리들과 함께 사진을 찍혔는데, 이 모든 것이 우스타샤 정권에 정당성을 부여하여 권력을 유지하고 범죄를 저지를 수 있게 했다. 우스타샤는 스테피나츠의 사적인 비판을 무시했으며, 그의 소수의 공개적인 비판을 들은 사람들은 상대적으로 적었다. 반면에 수많은 사람들이 스테피나츠의 크로아티아 독립국에 대한 공개적인 지지를 보고 들었다. 또한 스테피나츠는 그의 비판의 대부분을 우스타샤가 이미 대부분의 집단 학살 범죄를 저지른 후에야 표명했다.
비온디치는 스테피나츠가 우스타샤 정권의 모든 정책을 정당화하는 "열렬한 지지자"도 아니었고, 그의 많은 옹호자들이 주장하는 것처럼 체계적인 방식으로 그들의 범죄를 공개적으로 비난하는 "공언된 반대자"도 아니었다고 결론지었다. 그러나 비온디치는 또한 스테피나츠가 그의 많은 옹호자들이 주장하는 것처럼 우스타샤 정권에 대해 솔직하게 비판하는 인물은 아니었다고 진술한다.
반면에 역사학자 로버트 맥코믹은 다음과 같이 말한다. "대주교의 모든 후회에도 불구하고, 그는 크로아티아 독립국(ISC)에 묵시적으로 참여했다. 그는 포글라브니크(우스타샤 지도자)와 반복적으로 공개 석상에 나타났고, 크로아티아 독립국 창설 기념일에 테 데움을 발표했다. 크로아티아 독립국의 이름으로 우스타샤의 잔학 행위를 공개적으로 비난하지 않은 것은 파벨리치의 정책을 받아들이는 것과 마찬가지였다."
1945년 4월 10일, 스테피나츠는 자그레브 대성당에서 크로아티아 독립국 창립 4주년 기념 미사를 집전했으며, 우스타샤 국가의 잔존 세력을 위해 테 데움이 불렸다. 리차드 웨스트는 4월 15일 파벨리치와 다른 우스타샤 지도자들이 도피 준비를 하고 있을 때, "스테피나츠 대주교는 그의 설교를 크로아티아의 가장 큰 죄악이라고 믿는 것에 바쳤는데, 이는 대량 학살이 아니라 욕설이었다."

### 우스타샤 잔학 행위에 대한 대응

#### 인종법
1941년 4월 23일, 스테피나츠는 우스타샤 내무부 장관 아르투코비치에게 "반유대인 법률 발표를 계기로" "유대인 혈통이지만 유대교에서 개종한 훌륭한 가톨릭 신자들... 필요한 법률을 통과시킬 때 이러한 개종자들을 고려해야 한다"고 주의를 주었다. 역사학자 이보 골트슈타인은 스테피나츠가 인종법 채택에 반대하지 않았을 뿐만 아니라, 이를 "필요하다"고 불렀으며, 가톨릭으로 개종한 유대인들만 면제해 줄 것을 요청했을 뿐이라고 지적한다. 파벨리치의 인종법 선포 후, 스테피나츠는 교황에게 파벨리치를 "진정한 가톨릭 신자"로 칭찬했으며, "크로아트인들이 이 법을 통과시킨 것이 독일인들이 모든 권력을 자신들의 손에 넣는 것보다 훨씬 덜한 악이었다"고 진술했다.
스테피나츠는 5월 22일 아르투코비치에게 다시 편지를 써서 인종법과 개종 유대인에 대한 적용에 항의하며, 다른 인종의 구성원들이 "자신의 잘못이 아닌데도" 차별받아서는 안 된다고 말했다. 그는 "우리... 반유대인 법안과 세르브인에 관한 유사 법안의 틀 내에서도 인간 존엄성 원칙이 보존되도록 규정을 제정해 줄 것을 요청합니다"라고 썼다. 스테피나츠는 덧붙였다. "경제 주체가 국민의 손에 있고, 비국민적이고 반국가적인 요소가 자본을 축적하거나 외래 요소가 국가와 국민에 대해 결정하는 것을 허용하지 않는 시도는 분명히 모두가 승인할 것이다. 그러나 다른 민족이나 다른 인종의 구성원들에게 생존의 모든 가능성을 빼앗고 그들에게 수치의 낙인을 찍는 것은 인간성과 도덕성의 문제이다."
골트슈타인이 지적하듯이, 스테피나츠는 "인간적인" 인종법을 주장하는 듯 보였다. 1942년 5월 24일, 스테피나츠는 세르브인을 언급하지는 않았지만, 일반적으로 인종 박해를 비난했다. 그는 교구 서한에서 다음과 같이 진술했다.
모든 인간과 모든 인종은 하느님의 자녀입니다. 차별 없이 모두 말입니다. 집시든, 흑인이든, 유럽인이든, 아리아인이든 모두 같은 권리를 가집니다... 이러한 이유로 가톨릭 교회는 계급, 인종, 또는 국적 이론의 이름으로 저질러진 모든 불의와 폭력을 항상 비난해왔고, 계속해서 비난합니다. 집시나 유대인을 열등한 인종으로 간주하여 박해하는 것은 허용되지 않습니다.

1942년 10월 25일 설교에서 그는 인종 수용에 대해 다음과 같이 추가적으로 언급했다.
우리는 모든 민족과 인종이 하느님으로부터 유래했음을 주장한다. 사실, 단 하나의 인종만이 존재한다... 이 인종의 구성원은 백인이든 흑인이든, 바다로 분리되어 있거나 반대 극에 살더라도, [그들은] 무엇보다도 하느님께서 창조하신 인종으로 남아 있으며, 인간의 마음과 정신에 기록되거나 하느님의 아들, 모든 민족의 주권자인 예수 그리스도에 의해 계시된 자연법과 긍정적인 신성한 법의 계율에 따른다.

유고슬라비아 망명 정부의 비판에 대한 응답으로, 교회가 우스타샤의 범죄에 맞서 충분히 행동하지 않았다는 비판에 대해, 1943년 5월 스테피나츠는 교황청 국무장관에게 편지를 써서 범죄를 인정하면서도 우스타샤를 칭찬했다. 그 이유 중에는 낙태와 음란물에 맞서 싸운 것 등이 있었는데, 스테피나츠는 둘 다 유대인과 세르브인에게 책임이 있다고 주장했다.
1943년 10월 31일 그의 강론은 일부에서 우스타샤에 대한 가장 단호한 비판으로 간주된다. 스테피나츠는 먼저 낙태, "오늘날 여성 세계의 이교도적 유행", 그리고 "해변과 다른 목욕 장소에서 목격된 모든 방탕함"에 대해 비난했다. 그는 이러한 "죄"가 "오늘날 하느님께서 도시와 마을뿐만 아니라 모든 민족을 무너뜨리시는" 이유라고 비난한다. 이 연설의 주된 주제는 "우리 조국의 일부 지역에서 발생한 범죄에 대해 제때 또는 적절하게 일어나지 않았다고 우리를 비난하는" 사람들에 맞서 교회의 행동을 옹호하는 것이다. 스테피나츠는 "교회는 다른 사람들이 하느님의 법에 따라 행동하도록 강요할 수 없다"며 "사제 계급 내의 열정적인 자들"에 대해 책임질 수 없다고 진술한다. 그는 "사람들의 영혼에 그러한 슬픈 결과를 초래한 불만과 불만족을 만든 것은 교회가 아니다"고 선포하며, 대신 "특정 집단, 조직, 그리고 다른 민족 그룹의 구성원"을 비난하는데, 일부 자료는 이를 세르브인과 아마도 유대인을 지칭한다고 본다.
스테피나츠는 또한 공산주의, 사유재산권 부인, 이혼 승인, 하느님 부정, 학교에서의 종교 교육 금지 등을 비판한다. 마지막으로 강론 끝부분에서 그는 다음과 같이 말한다. "가톨릭 교회는 다른 사람을 지배하는 인종이나 노예 인종을 알지 못한다. 가톨릭 교회는 인종과 민족을 하느님의 피조물로만 알며, 만약 어떤 인종을 더 소중히 여긴다면, 그것은 강한 주먹이 아니라 고귀한 마음을 가진 자들이다. 그녀에게 왕궁의 왕은 마지막 빈자나 천막 아래의 집시와 같은 사람이다... 죄인이 발견되지 않는 범죄에 대해 수백 명의 인질을 총살하는 체제는 좋은 열매를 맺지 못하는 이교도적인 체제이다."
이 연설에서 스테피나츠는 "모든 잘못, 모든 무고한 살해, 모든 마을 불태우기"를 비난한다. 그의 공개적인 비판 대부분은 대부분의 집단 학살이 이미 완료되고 나치와 우스타샤가 패배할 것이 분명해진 후에 이루어졌다. 이 늦은 연설들은 제한된 청중 앞에서 이루어졌으며, 공산주의자들이 권력을 장악한 지 불과 4개월 후 그가 크로아티아 전역의 모든 강단에서 읽도록 명령한 사목 서한과는 달랐다. 1943년 5월 바티칸에 보낸 편지에서 스테피나츠는 여전히 우스타샤를 "좋은 일"을 했다고 칭찬했으며, 여기에는 "유대인과 정교회 신자들이 주로 발행하던 모든 포르노그래피 출판물에 대한 엄격한 금지!"가 포함되어 있었다.
스테피나츠는 유대인들을 박해로부터 구하려는 노력에 직간접적으로 관여했다. 아미엘 솜로니(에밀 슈바르츠)는 1942년까지 자그레브의 수석 랍비 미로슬라브 샬롬 프라이베르거의 개인 비서였다. 유대인 구조 활동에서 솜로니는 수석 랍비와 스테피나츠 사이의 중개자 역할을 했다. 그는 나중에 스테피나츠가 전쟁 중 유대인들을 위해 최선을 다했기 때문에 그를 "진정으로 복받은 자"로 여긴다고 진술했다. 알려진 바에 따르면, 우스타샤 정부는 이 시점에서 교황청에 그를 자그레브 대주교직에서 해임해 줄 것을 요청했지만, 바티칸이 우스타샤 국가를 인정하지 않았기 때문에(이탈리아의 압력에도 불구하고) 이는 거부되었다.
스테피나츠와 벨그라드 주재 교황 대사 주세페 마르코네는 이탈리아 왕실, 헝가리, 불가리아 군대와 중재하여 유고슬라비아 유대인들이 추방을 피하기 위해 점령된 발칸 영토로 피난할 수 있도록 허용해 줄 것을 촉구했다. 그는 또한 이스탄불에 기반을 둔 교황 대사 안젤로 론칼리와 함께 이 영토를 통해 유대인들이 안전한 중립국인 튀르키예와 스페인으로 여행할 수 있도록 주선했다. 그는 일부 유대인들을 드라구틴 예이시 신부에게 보냈는데, 그는 파르티잔을 지지했다는 혐의로 전쟁 중 우스타샤에 의해 살해되었다.

#### 대량 살상 및 강제 수용소

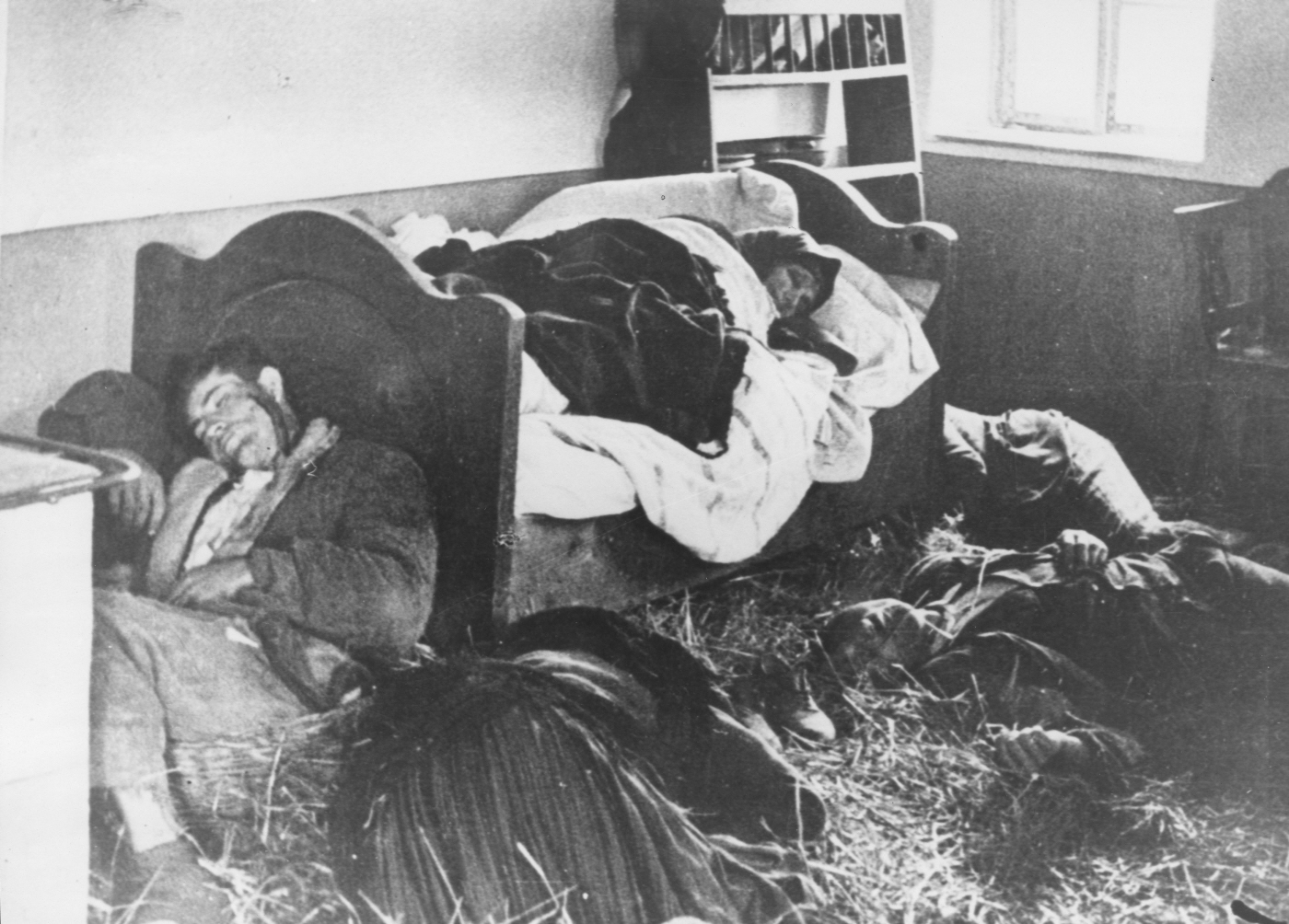
1941년 우스타샤에 의해 집에서 학살된 세르브 가족

우스타샤는 크로아티아 독립국 내 유대인의 80%(3만 명 희생), 롬족의 거의 모두(2만 5천 명 희생), 그리고 세르비아 인구의 거의 20%(34만 명 희생 – 참조: 희생자 수)가 살해당하는 공포 정치를 펼쳤다. 군종 대리로서 스테피나츠는 우스타샤 군대에 축복을 내렸다. 스테피나츠는 처음에 이러한 대량 학살에 대해 사적인 항의 서한으로 대응했다. 그리하여 1941년 5월 14일, 스테피나츠는 글리나에서 우스타샤가 세르비아인 마을 주민들을 학살했다는 소식을 들었다. 같은 날, 그는 파벨리치에게 다음과 같이 썼다.
방금 우스타샤가 글리나에서 재판이나 조사 없이 세르브인 260명을 처형했다는 소식을 들었습니다. 지난 20년간 세르브인들이 우리 조국에서 큰 범죄를 저질렀다는 것을 압니다. 하지만 저는 가톨릭 교리에 따르면 이것이 허용되지 않는다는 것을 목소리를 높여 말하는 것이 주교로서의 책임이라고 생각합니다. 그래서 저는 크로아티아 독립국 전체 영토에서 단 한 명의 세르브인도 사형에 해당하는 범죄를 저질렀다는 것이 입증되지 않는 한 살해되지 않도록 가장 긴급한 조치를 취해줄 것을 요청합니다. 그렇지 않으면 우리는 하늘의 축복을 기대할 수 없으며, 축복이 없으면 우리는 멸망할 것입니다.

비온디치에 따르면, 크로아티아 독립국 수립 후 처음 몇 주 또는 몇 달 동안 스테피나츠는 우스타샤가 저지른 잔학 행위가 그들의 계획의 핵심 구성 요소라는 것을 알지 못했을 수도 있다. 이 견해는 스테피나츠가 잔학 행위를 자발적이거나 소위 "무책임한 요소"의 결과로 간주했으며, 그들은 당국에 책임을 질 것이라고 생각했다고 가정한다. 파벨리치와의 서신은 그가 포글라브니크가 그러한 행동을 승인했을 것이라고 믿지 않았다는 것을 시사한다. 스테피나츠가 자코보 주교 관할 구역 내에 강제 수용소를 설립하려는 우스타샤의 생각에 단호히 반대했지만, 1941년 12월 1일 자코보 강제 수용소는 자코보 교구 소유의 버려진 제분소에 설립되었다.
1943년 1월 안테 칠리가가 야세노바츠에서 석방된 후, 스테피나츠는 그곳에서 무슨 일이 벌어지고 있는지 알아보기 위해 그와 면담을 요청했다. 7명의 슬로베니아 사제들이 야세노바츠에서 살해된 후, 스테피나츠는 1943년 2월 24일 파벨리치에게 다음과 같이 썼다.
이는 하늘에 복수를 부르는 부끄러운 오점과 범죄이며, 야세노바츠 수용소 전체는 크로아티아 독립국에게 부끄러운 오점이다... 전체 국민, 특히 살해된 사제들의 친척들은 배상과 만족을 요구하며, 크로아티아에게 가장 큰 불행인 살인자들을 법정에 세울 것을 요구한다.

이들은 여전히 사적인 항의 서한이었다. 비록 1942년과 1943년 후반에 스테피나츠가 우스타샤의 집단 학살에 대해 더 공개적으로 발언하기 시작했지만, 이는 대부분의 집단 학살이 이미 저질러진 후였고, 나치와 우스타샤가 패배할 것이 점점 더 분명해졌을 때였다. 게다가 스테피나츠는 수적으로 가장 큰 우스타샤의 집단 학살인 세르브인에 대한 집단 학살을 공개적으로 비난한 적이 없으며, 스테피나츠는 이 범죄를 저지른 우스타샤 국가를 끝까지 지지했다. 스테피나츠의 더 사적인 접근 방식을 옹호하는 사람들에게 이보 골트슈타인은 다음과 같이 지적한다. "고위 성직자들이 박해에 공개적이고 활기차며 원칙적인 방식으로 반대했을 때, 비교적 더 많은 박해받는 유대인들이 구출되었다. 프랑스(특히 툴루즈와 리옹 대주교), 네덜란드, 이탈리아, 덴마크, 그리고 한동안 심지어 독일 자체에서도 그러했다. 슬로바키아의 가톨릭 주교들은 급진적인 추방에 대한 나치의 요구에 강력히 반대하여 많은 개종 유대인들의 생명을 구했고, 소피아의 정교회 대주교 스테판은 유대인들의 생명을 끊임없이 공개적으로 옹호함으로써 불가리아에서 단 한 명의 유대인도 나치 수용소로 추방되는 것을 막는 데 근본적인 역할을 했다."
반면에 에스더 기트만은 생명을 구하려는 욕구가 스테피나츠의 바람이었다고 인용하며, "네덜란드 가톨릭 교계의 유대인 방어를 위한 강력한 노력은 1942년 모든 유대인, 심지어 사제와 수녀를 포함한 오랜 개종자들의 대규모 검거로 이어졌다"고 지적한다. 유명한 성인 에디트 슈타인도 마찬가지였다. "네덜란드 주교들은 큰 용기를 보여주었지만, 해당 국가 유대인의 79%—11만 명—가 살해되었다."

#### 추방
스테피나츠는 1941년 7월 21일 유대인과 세르비아인들이 강제 수용소로 대량 추방된 후 파벨리치에게 다시 편지를 썼다. 그는 파벨리치가 그 잔학 행위에 대해 알지 못했을 것이며, 다른 사람들은 그에게 말해주려 하지 않을 것이라고 확신한다고 밝혔다. 그는 이러한 상황 때문에 스테피나츠가 파벨리치에게 이 문제들을 알리는 것이 더욱 큰 의무라고 썼다. 유대인들을 "비아리안인"이라고 언급하며, 스테피나츠는 "비아리안인들이 강제 수용소로 추방되는 과정과 수용소 자체에서 비인간적이고 잔인하게 다루어지고 있으며, 심지어 어린이, 노인, 병자들도 그러한 대우에서 예외가 아니라는 소식을 여러 곳에서 듣고 있습니다"라고 썼다. 처음에는 스테피나츠는 이러한 유대인 및 기타 사람들의 강제 수용소 추방에 원칙적으로 반대하지 않았지만, "인간적으로" 시행해 줄 것을 호소했으며, 1941년 7월 21일 파벨리치에게 "절차를 완화하기 위한 몇 가지 세부 사항"을 도입할 것을 제안했다. "a) 사람들이 가장 필수적인 것을 준비할 수 있도록, 가족과 직업에 대한 가장 시급한 의무를 정리할 수 있도록 수용소로 보내야 한다. b) 특히 먼 곳으로 갈 때는 혼잡한 밀폐된 철도 차량으로 수송해서는 안 된다. c) 수감자들에게 충분한 음식을 제공해야 한다. d) 병든 사람들에게 의료 치료를 제공해야 한다. e) 가장 필요한 음식을 보내고 가족과 서신을 주고받을 수 있도록 허용해야 한다." 추방된 사람들 중 일부가 최근 가톨릭으로 개종했다는 소식을 듣고, 그는 그들에 대해 더 큰 관심을 보여야 할 의무가 있었다. 그는 "인간적이고 기독교적인 배려... 특히 약한 노인, 어린 무고한 아이들, 그리고 병든 사람들에게 보여져야 한다"고 요청했다. 비온디치에 따르면, 스테피나츠가 이러한 우려를 바티칸과 공유했을 가능성이 매우 높다. 반면에 파이어는 "우스타샤 정권의 억압과 테러는 동남부 유럽 역사상 유례가 없었다"는 점을 고려할 때, "스테피나츠와 바티칸이 우스타샤 살인이 집단 학살에 해당한다는 것을 몰랐다고 믿는 것은 불가능하다"고 썼다. 스테피나츠는 1941년 5월 글리나 학살과 우스타샤 국가가 유대인, 세르브인 등을 강제 수용소로 보내기 시작했다는 것을 분명히 알고 있었다.
크로아티아 유대인 추방이 시작되자 스테피나츠와 교황 특사 주세페 마르코네는 안드리야 아르투코비치에게 항의했다. 교황 비오 12세는 마르코네를 크로아티아에 교황 특사로 파견했는데, 이는 "새로운 국가의 조직에서 행사될 수 있는 신이교 선전의 악영향에 맞서 싸우는" 데 스테피나츠와 크로아티아 주교단을 돕기 위한 것이라고 알려졌다. 마르코네는 사실상 교황 대사 역할을 수행했다. 마르코네는 로마에 크로아티아 유대인들의 악화되는 상황에 대해 보고했고, 크로아티아 관리들에게 유대인들을 대변했으며, 유대인 어린이들을 중립국인 튀르키예로 안전하게 이송했다.

#### 강제 개종
스테피나츠는 성직자들에게 보낸 회람에서 처음에 개종은 자유롭게 이루어져야 하며, 종교 교육 후에만 이루어져야 한다고 주장했다. 이러한 지침과 이후의 규정들은 "교회 계층을 강제 개종 조장 혐의로부터 보호하기 위한 것"이었지만, "교회가 교회법 규칙이 준수된다면 정권의 강제 개종에 협력할 의지가 있었다"는 것을 보여주기도 했다. 1941년 12월 3일, 스테피나츠는 교황에게 보고서를 보냈는데, 여기에는 "개종에 대한 최상의 전망이 존재한다"고 언급되어 있었다.
그러나 교회의 지시는 우스타샤 당국에 의해 무시되었다. 당국은 강제 개종을 실시했을 뿐만 아니라, 때때로 개종의 전망을 세르브인들을 모아 살해하는 수단으로 사용하기도 했는데, 이는 글리나에서 발생한 일이었다. 일부 세르브인들은 목숨을 구하기 위해 지역 가톨릭 성직자들이 자신들을 개종시켜 줄 것을 요구했다. 나중에 스테피나츠는 개별 사제들에게 생명이 위험에 처했을 때 정교회 신자들을 가톨릭 교회로 받아들이라고 조언했는데, 이 개종은 유효하지 않으므로 위험이 지나면 그들이 원래 신앙으로 돌아갈 수 있도록 허용했다.
1943년 5월 18일, 스테피나츠는 교황에게 편지를 보냈는데, 그 편지에서 그는 현재까지 약 24만 명이 개종했다고 추정했다(일부 논란에도 불구하고 토마세비치는 이 편지가 진본이라고 진술한다). 크로아티아의 가톨릭 교회는 또한 일부 세르브인들이 가톨릭 신앙을 받아들임으로써 다른 박해를 피할 수 있었던 우스타샤의 개종 정책에 대한 수동적인 태도에 대한 비판에 직면해야 했다. 콘웰에 따르면, 강제 개종에서의 그의 역할로 인해 스테피나츠는 "도덕적 탈구"를 보였는데, 이는 "종교적 자유에 대한 경멸을 폭력에 대한 공모와 맞먹는 것으로 승인했다."
스테피나츠가 이보 구베리나와 즈본코 브레칼로를 포함한 여러 사제들을 정직시켰지만, 그는 자신의 교구 내에서만 그렇게 할 권한이 있었다. 그는 자그레브 외부의 다른 사제나 주교를 정직시킬 권한이 없었으며, 그 권한은 바티칸에 있었다. 크로아티아 독립국의 정의의 자의적 성격과 적절한 불만 및 배상 시스템의 부재로 인해 스테피나츠와 같은 사람들은 피해자들을 대신하여 고위 정부 인사들에게 직접 개입하는 접근 방식을 개발했다.

##### 세르비아 정교회에 대한 다른 범죄
강제 개종 외에도 토마세비치는 "우스타샤의 세르비아 정교회에 대한 대규모 공격"의 다른 요소들을 설명한다. 우스타샤는 157명의 정교회 사제를 살해했으며, 그중 3명은 세르비아 정교회 주교(반야루카 주교의 목을 베고 사라예보 대주교를 살해)였다. 반면 그들은 자그레브 정교회 대주교 도시테이 바시치를 감금하고 고문했다. 우스타샤는 327명의 정교회 사제와 1명의 주교를 세르비아로 추방했으며, 다른 2명의 주교와 12명의 사제는 스스로 떠났다. 따라서 크로아티아 독립국의 정교회 사제의 85%는 우스타샤에 의해 살해되거나 추방되었는데, 이는 "정교회 인구를 영적 지도력 없이 남겨두어 우스타샤의 강제 또는 공포 유발 가톨릭 개종 정책을 더 쉽게 실행하기 위함이었다."
우스타샤는 수많은 정교회 교회를 파괴하고 모독했으며, 키릴 문자 및 율리우스력을 금지했고(둘 다 정교회에서 사용됨), 심지어 "세르비아 정교회"라는 용어까지 금지했다. 정교회 학교는 폐쇄되었고, 교회는 신자들로부터 헌금을 걷는 것이 금지되어 수입이 끊겼다. 정교회 재산은 우스타샤에 의해 몰수되었고, 일부는 크로아티아 가톨릭 교회에 넘겨졌다. 마침내 세르비아 정교회를 파괴하기 위해 우스타샤는 수입된 러시아인 사제를 통해 자체적인 대안 크로아티아 정교회를 만들려고 시도했지만, 신자들을 얻는 데 실패했다.
토마세비치는 세르비아 정교회에 대한 이러한 대규모 우스타샤의 공격이 "많은 크로아티아 가톨릭 사제들에 의해 승인되고 지지되었다"고 진술하며, 크로아티아 로마 가톨릭 교회 계층과 바티칸이 "세르브인과 세르비아 정교회에 대한 우스타샤 정책을 로마 가톨릭주의에 유리한 것으로 간주했다"고 진술한다.

#### 제2차 세계 대전 중 스테피나츠의 행동에 대한 전반적인 평
토마세비치는 스테피나츠의 전시 언행을 세 가지 범주로 평가한다:(1) 특정 개인과 집단을 돕기 위한 사적인 행동. 그는 스테피나츠가 "최고의 칭찬을 받을 자격이 있지만, 그의 행동이 항상 성공적이지는 않았다"고 진술한다.(2) 처음에는 "가끔 온화하게" 표현되었지만, 1943년 이후(우스타샤가 이미 대부분의 집단 학살을 저지르고 나치와 우스타샤가 패배할 것이 분명해진 후) 더 강하게 표현된 일반적인 인권 선언도 칭찬받을 만하다.(3) 전시 크로아티아 국가에 대한 전반적인 교회 정책을 다루는 진술. 여기서 토마세비치는 "스테피나츠의 우스타샤 정권과 세르브인 및 세르비아 정교회에 대한 집단 학살 행동에 대한 진술과 행동에는 심각한 결함이 있다"고 진술한다.
따라서, 우스타샤의 세르브인에 대한 집단 학살, 민족 청소 및 강제 개종, 대부분의 정교회 사제 살해 및 추방, 많은 정교회 교회의 파괴 및 모독에도 불구하고, "스테피나츠 대주교나 국가의 다른 어떤 가톨릭 주교도... 이러한 범죄에 대해 단 한 마디의 공개적인 항의도 하지 않았다." 교황 특사 마르코네는 1943년에 대부분의 게릴라들이 "이교도"(즉, 동방 정교회 세르브인)라는 점을 고려할 때 "우리 크로아티아 주교단은 이교도들을 지지하며 정부에 공개적으로 항의할 특별한 동기가 없다"고 썼을 때, "이는 단순한 실수"가 아니라 "고의적인 정책이었다"고 진술한다. 스테피나츠의 경우 이는 "정교회에 대한 그의 부정적인 견해와 크로아트인과 세르브인 사이에 건널 수 없는 간극이 존재한다고 생각한 것"으로 더욱 심화되었다. 또한, 스테피나츠와 바티칸 모두 크로아티아에 가톨릭 국가가 세워지고 그곳에 교황 특사가 있기를 바랐기 때문에, "교회는 정부 정책을 공개적으로 비판하는 것을 삼가야 했다."
토마세비치는 "크로아티아 가톨릭 교회 계층과 바티칸이 전쟁 중 우스타샤 정권의 행동을 공개적으로 비난하지 않은 정책은 아마도 논란의 여지가 있을 것이다. 인간성, 정의, 그리고 상식적인 품위의 관점에서 볼 때, 그것은 옹호될 수 없다. 그러나 스테피나츠만이 그것에 대한 책임이 있는 것은 아니며, 바티칸도 마찬가지였다"고 결론지었다.
스테피나츠의 우호적인 전기인 '삼중 신화'의 저자인 스텔라 알렉산더는 그에 대해 다음과 같이 썼다.
두 가지가 두드러진다. 그는 무엇보다 공산주의를 두려워했다 (특히 파시즘보다). 그리고 그는 교황청을 제외하고 크로아티아 국경 밖의 어떤 것도 진짜라고 제대로 파악하기 어려웠다. ... 그는 자신이 추구하지 않았던 책임을 지고 묵시록적인 사건들의 한가운데 살았다. ... 결국 그는 자신의 역할에 충분히 위대하지 않았다는 느낌을 남긴다. 그의 한계를 고려할 때 그는 매우 잘 행동했으며, 확실히 대부분의 동포들보다 훨씬 잘 행동했고, 그의 오랜 시련을 겪으면서 영적인 면에서 성장했다.

다른 기사에서 스텔라 알렉산더는 다음과 같이 썼다.
1942년 5월부터 그는 설교마다 [우스타샤] 정부의 행동을 공격했는데, 강제 개종뿐만 아니라 정권의 반유대주의와 반세르비아주의, 인질 납치 및 총살, 유대인-이교도 혼인 강제 해소 등을 비난했으며, 파벨리치에게 강제 수용소, 특히 야세노바츠의 상황에 대해 격렬하게 편지를 썼다. 그는 개별적인 경우에 반복적으로 사적인 개입을 했고, 개종한 유대인들이 교회에서 노란 별을 착용하는 것을 허용하지 않았으며, 십자가상 앞에 단검과 권총이 놓여 있을 경우 군종 신부들이 우스타샤 선서를 집전하는 것을 금지했다. 결국 그는 고아 또는 가족을 잃은 약 7,000명의 어린이들이 가톨릭 가정에 수용되도록 주선했지만, 성직자들이 그들을 가톨릭 교회로 세례 주는 것을 금지했다. 우스타샤 당국은 그에게 격분했으며, 파벨리치는 그를 혐오했고, 자그레브 주재 바티칸 대표의 비서였던 마수치 신부에 따르면, 바티칸에 세 차례나 그를 철수시켜 줄 것을 요청했다. 로마에서 바티칸 방문 중 그를 만난 그의 친구 조각가 이반 메슈트로비치는 나중에 자신의 회고록에서 스테피나츠가 우스타샤나 공산주의자들에 의해 살해될 것으로 예상한다고 자신에게 말했다고 썼다.

마르크 비온디치는 스테피나츠가 우스타샤 정권의 모든 정책을 정당화하는 "열렬한 지지자"도 아니었고, 그의 많은 옹호자들이 주장하는 것처럼 그들의 범죄를 체계적으로 공개적으로 비난하는 "공언된 반대자"도 아니었다고 진술했다.

## 전후 기간

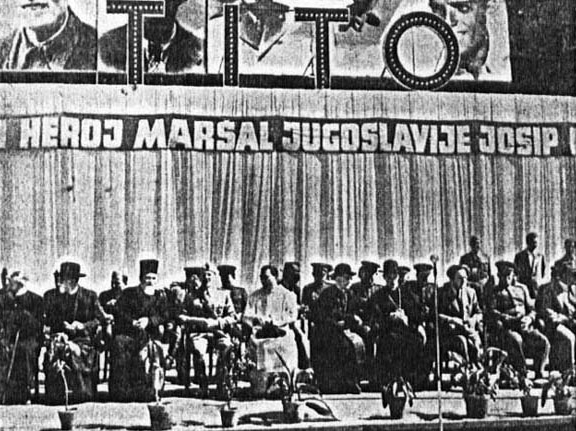
1945년 9월 전후 공산주의 집회에 참석한 스테피나츠. 왼쪽부터: 정교회 고위 성직자 세 명, 자그레브 사령관 파르티잔 장군, 교황 대사 비서, 요시프 라흐 보조 주교, 스테피나츠 대주교, 크로아티아 인민 총리 블라디미르 바카리치, 소련 군사 무관, 내무부 장관 안드리야 헤브랑 박사.

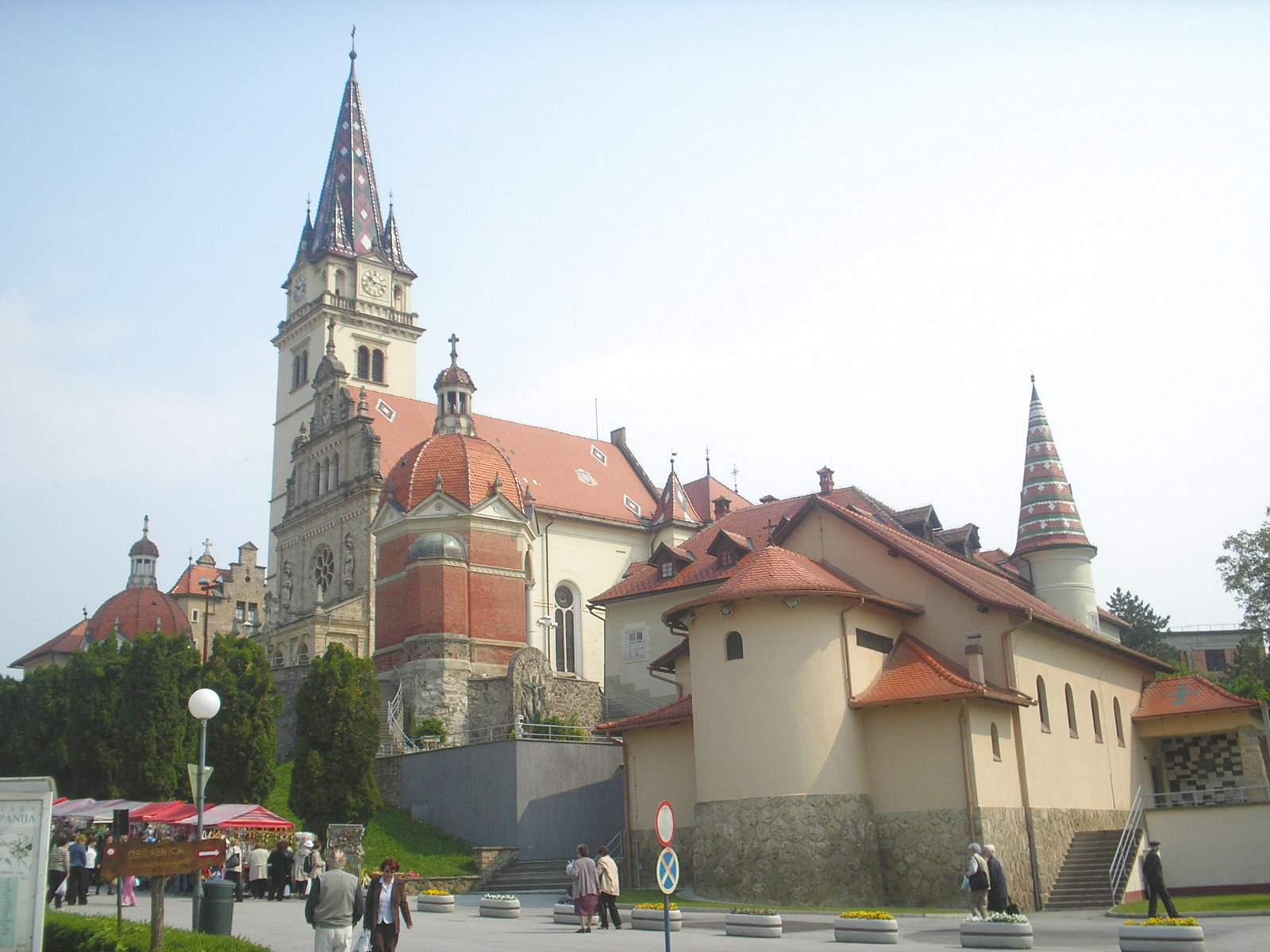
교황 요한 바오로 2세가 50만 명의 크로아트인 앞에서 스테피나츠를 시복했던 마리야 비스트리차의 성모 마리아 성당

연합군은 1944년 새로운 티토-슈바시치 유고슬라비아 정부를 인정했다. 1945년 2월 자그레브 대교구 신문은 스테피나츠와 다른 교회 고위 성직자들이 파벨리치의 신년 축하 연회에 참석했다고 보도했는데, 여기에는 야전원수 막시밀리안 폰 바이흐스가 이끄는 연합 독일군 소속원들이 포함되었다. 1945년 3월 24일, 파르티잔이 후퇴하는 독일, 크로아티아 독립국 및 기타 협력자 세력과의 마지막 격전을 벌이는 동안, 스테피나츠와 크로아티아 주교들은 우스타샤 정권의 요청에 따라 크로아트인들에게 크로아티아 독립국에 대한 충성을 유지하도록 요구하는 사목 서한을 발표했다. 그리고 진격하는 파르티잔에 맞서 굳건히 서도록 요청했다. 1945년 4월 10일, 스테피나츠는 크로아티아 독립국을 위한 마지막 테 데움을 거행했는데, 이 국가는 여전히 인종법을 가지고 있었고, 야세노바츠 강제 수용소에서 남아 있는 마지막 3,500명의 수감자, 포함하여 700-800명의 유대인을 살해하고 있었다. 전쟁 마지막 날, 스테피나츠는 우스타샤 외무부의 기록 보관소를 받아 숨겼는데, 나중에 이 기록 보관소에는 강제 수용소 수감자들에게서 훔친 금이 포함되어 있는 것으로 밝혀졌다.
크로아티아 독립국이 함락된 직후이자 블라이부르크 항복 당시, 1945년 5월 17일 스테피나츠는 자그레브에서 사실상 가택 연금 상태에 놓였고, 그 후 2주 동안 유고슬라비아의 보안, 군사 사법, 그리고 공산당 관리들, 예를 들어 벨코 드라쿨리치, 블라디미르 라노가예츠, 안툰 비베르 테헤크 등으로부터 심문을 받았다. 이들의 목표는 새로운 정권 하에서 정치적 공존 방식을 찾기 위해 그의 정치적 입장을 파악하는 것이었던 것으로 보인다.
6월 2일, 유고슬라비아 지도자 요시프 브로즈 티토는 자그레브 대교구 대표들을 만났으며, 이 자리에서 그는 "가톨릭 교회가 바티칸으로부터 독립하여" 세르비아 정교회처럼 더 "국가적"이라면 국민들을 위해 더 많은 일을 할 수 있다는 생각을 주장했다. 다음 날, 스테피나츠 대주교는 구금에서 풀려났다. 하루 뒤, 스테피나츠는 티토를 만났는데, 이 자리에서 티토의 주요 목표는 유고슬라비아 내 자치적인 가톨릭 교회를 자체 수좌주교와 함께 세우는 것이었다. 이는 전후 즉각적인 유고슬라비아 정부의 정책과 일치하는 것이었다. 1945년 6월 4일 블라디미르 바카리치가 참석한 티토와의 회담은 스테피나츠에 의해 개인 메모이자 교황 비오 12세에 대한 보고서로 상세히 기록되었다.
6월 22일, 크로아티아 주교들은 유고슬라비아 당국이 자신들에게 저지른 불의와 범죄를 비난하는 공개 서한을 발표했다. 6월 28일, 스테피나츠는 크로아티아 정부에 나치 협력자에 대한 기소 중단을 요청하는 서한을 보냈다.(점령된 유고슬라비아에서 협력은 광범위했으며) 기소는 일부에 의해 옛 악감정을 풀기 위한 구실로 사용되고 있었다. 7월 10일, 스테피나츠의 비서 스테판 라코비치는 로마로 여행했다. 그가 그곳에 있는 동안, 유고슬라비아 당국은 그의 귀국을 금지했다. 라코비치는 대신 미국으로 갔다.
8월에 새로운 토지 개혁법이 도입되어 유고슬라비아 내 교회 소유지의 85%를 몰수하는 것을 합법화했다. 같은 시기에 대주교는 전후 우스타샤 게릴라인 "십자군"과 거의 확실히 연계를 맺었으며, 적극적으로 국가에 대항했다. 파벨리치와 함께 도주한 에리히 리사크, 마지막 우스타샤 경찰서장은 1945년 9월 비밀리에 크로아티아로 돌아와 숲에 숨어 있는 잔존 우스타샤 부대를 조직했고, 스테피나츠의 사무실과 스테피나츠 본인과 접촉했다. 전 우스타샤 장군 안테 모슈코프도 스테피나츠에게 연락했으며, 경찰은 대교구 지하실에 숨겨진 우스타샤 문서와 금을 발견했다. 스테피나츠는 티토에게 크로아티아 농민당 대표들과 심지어 우스타샤와도 만나 전쟁의 상처를 치유하는 데 도움을 줄 것을 촉구했다.
1945년 9월, 유고슬라비아 주교 회의가 자그레브에서 개최되어 정부와의 대립에 대해 논의했다. 9월 20일, 스테피나츠는 "파르티잔 집권 이후 273명의 성직자가 살해되었고", "169명이 투옥되었으며", "89명은 실종되어 사망한 것으로 추정된다"고 명시한 사목 서한을 발표했다. 주교들은 또한 가톨릭 언론의 사실상 탄압, 종교 교육의 제한, 교회 토지의 대부분 몰수, 신학교 몰수를 비판했다. 그들은 유물론적 무신론 철학에 기반한 모든 이데올로기를 강력히 비난했다. 그들은 교회 혼인에 더하여 민사 혼인 도입을 강력히 비난했다.
골트슈타인은 스테피나츠가 공산주의자들을 공개적으로, 그리고 이름까지 거론하며 비판했는데, 심지어 그들이 집권하기 전인 1945년 3월 크로아티아 독립국 전역의 모든 강단에서 읽도록 명령한 사목 서한으로도 그랬으며, 1945년 9월의 사목 서한으로도 다시 반복되었다고 지적한다. 이는 제한된 청중 앞에서 이루어진 스테피나츠의 우스타샤 비판과는 매우 다른데, 그는 우스타샤에 반대하는 사목 서한을 발표한 적도 없고, 이름까지 거론하며 비판한 적도 없으며, 우스타샤가 대부분의 집단 학살을 완료한 후에야 비판했다. 동시에 스테피나츠는 그 범죄를 저지른 같은 크로아티아 독립국을 마지막까지 공개적으로 지지했다. 사목 서한에서 공산주의자의 가톨릭 교회에 대한 행동을 광범위하게 비판한 것 또한 스테피나츠가 세르비아 정교회에 대한 우스타샤의 대규모 공격—예를 들어 우스타샤가 정교회 사제의 85%를 살해하고 추방했으며, 세르비아 교회를 없애고 우스타샤가 만든 정교회로 대체하려는 노력 등—에 대해 완전한 침묵을 지킨 것과 대조된다는 점이 토마세비치에 의해 지적되었다.
이 서한에 대한 응답으로 티토는 10월 25일 공산당 신문 보르바의 사설에서 스테피나츠가 신생 유고슬라비아에 전쟁을 선포했다고 비난하며 스테피나츠에 대해 처음으로 공개적으로 발언했다. 결과적으로 11월 4일 파르티잔 군중이 자프레시치에서 스테피나츠에게 돌을 던졌다. 티토는 "형제애와 통일"을 연방의 가장 중요한 목표이자 중심 정책으로 확립했으며, 내부 선동으로 위협받는 것을 원치 않았다. 또한, 냉전의 고조와 서방 및 소련 침투에 대한 우려 증가로 인해(참조: 티토-스탈린 결렬), 유고슬라비아 정부는 잠재적으로 취약한 새로운 연방 내에서 추가적인 내부 전복을 용납하지 않았다.
대주교의 활동을 중단시키려는 노력의 일환으로 티토는 스테피나츠와 합의를 이루고 유고슬라비아와 크로아티아의 가톨릭 교회에 더 큰 독립성을 부여하려 시도했다. 스테피나츠는 바티칸과의 관계를 끊기를 거부했고, 공산주의 정부를 계속해서 공개적으로 비난했다. 그러나 티토는 입수된 유죄 증거에도 불구하고 그를 재판에 회부하기를 주저했다. 1946년 1월 연방 정부는 벨그라드 주재 교황 대사에게 그의 교체를 요청했지만 거부되었다. 마침내 스테피나츠 자신에게는 출국 요청이 있었으나, 그는 거부했다. 1946년 9월 유고슬라비아 당국은 스테피나츠를 전시 중 여러 전쟁 범죄 및 협력 혐의로 기소했다. 당의 저명한 지도자였던 밀로반 지라스는 스테피나츠가 "새로운 공산주의 정권에 계속 반대하지 않았다면" 결코 재판에 회부되지 않았을 것이라고 진술했다. 스텔라 알렉산더는 유고슬라비아 당국이 세르비아 지도자 드라자 미하일로비치의 체포 및 처형과 균형을 맞추기 위해 저명한 크로아트인에 대한 조치를 취하기를 원했고, 검사의 말에 따르면 "서방 제국주의 세력의 새로운 유고슬라비아에 대한 공모를 세상에 폭로"하기 위함이었다고 시사한다.
스테피나츠는 제2차 세계 대전 중 및 이후의 새로운 유고슬라비아 정부와 그 행동, 특히 공산주의 무장 세력에 의한 사제 살해를 공개적으로 비난했다.

## 재판

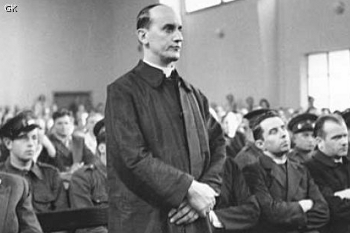
스테피나츠 대주교 재판

같은 해 9월까지 유고슬라비아 당국은 스테피나츠를 여러 혐의로 기소했다. 즉, 점령군과의 협업, 우스타샤 정권과의 관계, 우스타샤 군대에 종군 사제를 종교 선동가로 둔 것, 세르비아 정교회 신자들을 총기로 가톨릭으로 강제 개종시킨 것, 유고슬라비아 정부에 대한 대역죄 등이다. 스테피나츠는 1946년 9월 18일 체포되었고, 그의 재판은 1946년 9월 30일 시작되었는데, 그는 에리히 리사크(사형 선고)와 이반 살리치를 포함한 전 우스타샤 정부 관리들과 함께 재판을 받았다. 총 19명의 피고인이 있었다.
검찰은 대주교의 우스타샤 정권과의 협력에 대한 증거를 제시했다. 이러한 사건과 관련하여 검찰은 대주교가 명시적으로 명령하지 않았더라도, 교회 내부의 책임 있는 사람들을 막거나 처벌하기 위해 아무것도 하지 않았다고 지적했다. 법원은 스테피나츠를 변호하기 위해 두 명의 저명한 변호사—폴리테오 박사와 카티치치 박사—를 임명했다. 스테피나츠의 변호인단은 그가 도착하자마자 파벨리치와 다른 우스타샤 지도자들에게 의례적인 방문을 했다는 점을 인정했지만, 이는 가톨릭 교회의 수장에게는 정상적인 것으로 간주될 수 있었다. 그러나 알렉산더는 스테피나츠가 우스타샤 당국에 대한 환영의 태도가 성직자들이 그들과 협력해야 한다는 의심을 남기지 않았을 것이라고 지적한다. 알렉산더는 그의 변호사가 다른 혐의에 대해 더 설득력 있게 변호했다고 주장하며, 스테피나츠의 검열된 가톨릭 언론에 대한 통제가 대부분 형식적이었으며, 그는 자신의 교구 밖에서는 통제권이 없었다고 진술했다. 그가 크로아티아 독립국 군종 대리로 임명되었을 때, 스테피나츠의 두 부관, 모두 저명한 우스타샤 지지자들이 이미 임명되었고, 그가 그들을 해임하는 것은 사실상 불가능했을 것이다. 그는 우스타샤 기록 보관소를 확인하지 않고 받아들여 대주교 관저에 보관했지만, 나중에 파르티잔들이 찾으러 왔을 때 넘겨주었다. 그는 새로운 당국과 싸우기 위해 비밀리에 자그레브로 돌아온 전 우스타샤 경찰서장 에리히 리사크와의 만남을 인정했지만, 스테피나츠는 그 만남에 대해 자신의 비서를 비난했다. 알렉산더는 스테피나츠가 세르비아 정교회 인구를 가톨릭으로 강제 개종시켰다는 가장 심각한 혐의에 대해 자신을 변호할 때 가장 불확실해 보였다고 진술한다.
10월 3일, 재판 넷째 날의 일환으로 스테피나츠는 38분간의 긴 연설을 통해 재판의 정당성에 대한 자신의 견해를 밝혔다. 그는 이 과정이 "보여주기 재판"이며, 국가가 교회를 공격하기 위해 자신을 공격하고 있다고 주장했으며, "어떤 종교적 개종도 악의적으로 이루어지지 않았다"고 말했다. 그는 이어서 "내 양심은 깨끗하고 평온하다. 당신들이 내 권리를 인정하지 않는다면, 역사가 내게 그 권리를 줄 것이다"라고 말했으며, 자신을 변호하거나 유죄 판결에 항소할 의사가 없으며, 자신의 신념을 위해 조롱, 경멸, 굴욕, 죽음을 감수할 준비가 되어 있다고 말했다. 그는 크로아티아 독립국에서 군종 교구가 군대 자체를 위한 것이 아니라 군인들 사이의 신자들의 필요를 충족시키기 위해 만들어졌으며, 군대의 모든 행동에 대한 승인의 표시가 아니었다고 주장했다. 그는 자신이 결코 우스타샤가 아니었으며, 자신의 크로아티아 민족주의는 세르비아 지배 유고슬라비아 왕국에서 국가의 불만에서 비롯되었으며, 국가나 세르브인에 대한 어떤 반정부 또는 테러 활동에도 참여한 적이 없다고 진술했다.
스테피나츠는 또한 유고슬라비아 공산주의자들이 많은 가톨릭 사제들을 살해했다는 사실을 지적했다. 그는 1945년 9월 20일에 이미 신자들에게 편지를 발표하여, 공산주의 유고슬라비아군에 의해 크로아티아 독립국과의(주장되거나 실제적인) 협력 혐의로 최소 243명의 가톨릭 사제들이 즉결 처형되었고, 169명이 투옥되었으며, 89명이 실종되었다는 사실을 밝혔다. 토마세비치는 모든 측이 사제들을 살해했으며, 우스타샤가 먼저 157명의 정교회 사제를 살해했으며, 그중 3명은 정교회 주교였다고 지적한다. 그들은 자그레브 정교회 대주교와 327명의 정교회 사제를 감금, 고문하고 세르비아로 추방했다. 그러나 토마세비치는 스테피나츠나 가톨릭 교회 계층의 누구도 이러한 살해와 정교회에 대한 다른 대규모 공격에 대해 단 한 마디도 항의하지 않았다고 썼다. 오히려 토마세비치는 우스타샤의 세르비아 정교회에 대한 대규모 공격이 "많은 크로아티아 가톨릭 사제들에 의해 승인되고 지지되었다"고 진술한다. 그는 또한 크로아티아 독립국에서 일부 가톨릭 사제들이 우스타샤에 가입하여 우스타샤 정부 기구에서 일했고, 다른 일부는 파르티잔을 비난하여 그들의 사망이나 강제 수용소로의 추방을 초래했으며, 소수는 강제 수용소에서 우스타샤 장교로 복무했다고 썼다. 무엇보다도 가톨릭 사제들은 우스타샤 국가를 위한 선전 활동에 참여했다. 토마세비치는 전쟁 후 살해된 대부분의 사제들은 특정 종교에 속했기 때문이 아니라 내전 참가자였기 때문에 살해되었다고 지적한다.
스테피나츠는 9월 18일 체포되었고, 23일에야 기소장을 받았는데, 이는 그의 변호인 이보 폴리테오가 준비할 시간이 단 6, 7일밖에 주어지지 않았음을 의미한다. 스테피나츠의 변호인은 20명의 증인만을 부를 수 있었던 반면, 검찰은 58명의 증인을 부를 수 있었고, 대부분은 스테피나츠의 교구 밖 출신이었다. 법원장은 변호인 측의 14명의 증인에 대한 심문을 거부했다.
1946년 10월 11일, 법원은 스테피나츠가 파시스트 우스타샤 정권과의 협력 혐의로 유죄 판결을 내렸다. 그는 16년형을 선고받았다. 그는 레포글라바 교도소에서 5년간 복역한 후, 티토의 화해적 제스처로 석방되었는데, 로마로 은퇴하거나 그의 고향인 크라시치 본당에 갇혀 지내야 한다는 조건이었다. 그는 크라시치에 머물기로 결정하며 "강제로 비행기에 태워 국경을 넘기지 않는 한 떠나지 않을 것"이라고 말했다.
비온디치에 따르면, 스테피나츠의 대역죄 유죄 판결은 정치적인 것이었는데, 이는 유고슬라비아 당국이 그 판결에 대한 기득권을 가지고 있었기 때문이었다. 류블랴나 대학교의 보고단 콜라르 교수는 수석 검사 야코프 블라제비치가 1985년 슬로베니아 잡지 폴레트와의 인터뷰에서 "스테피나츠의 유일한 범죄는 크로아티아 교회가 바티칸으로부터 분리되는 데 참여하지 않은 것뿐이었다"고 인정했다고 지적한다.
토마세비치는 정부가 재판 전후 자료에 대해 언론과 역사가들에게 완전한 접근을 제공하지 않아 스테피나츠의 유죄 여부가 의심스럽다고 지적한다. 동시에 토마세비치는 스테피나츠가 우스타샤의 세르비아인과 정교회에 대한 집단 학살 조치를 공개적으로 비난하지 않은 것이 "인간성, 정의, 그리고 상식적인 품위의 관점에서 옹호될 수 없다"고 지적한다. 반면에 존 파인(John Fine)은 재판이 "양측의 극도로 편향된 인물들에 의해 국내외에 잘 알려졌으며, 적절한 법적 절차에 따라 진행되었고, 고문은 없었으며, 상당한 양의 증거가 판사들에게 제출되었고, 그 중 상당수는 파괴적이고 정확했으며, 대주교와 우스타샤 정권과의 협력을 명확히 보여주었다"고 진술한다.
스테피나츠에 대한 유고슬라비아 공산주의자 재판은 동유럽 공산 정권이 자국 내 가톨릭 교회를 로마로부터 분리시키려는 조직적인 노력의 일환으로 여겨지며, 우크라이나의 요시프 슬리피, 헝가리의 요제프 민첸티, 체코슬로바키아의 요제프 베란, 폴란드의 스테판 비신스키 추기경에 대한 공산주의자 재판과 거의 동시대에 일어났다.

### 반응
고조되는 냉전 분위기 속에서, 그리고 바티칸이 전 세계적으로 홍보를 펼치면서, 이 재판은 서방에서 증언이 모두 거짓인 전형적인 공산주의 "보여주기 재판"으로 묘사되었다. 재판은 즉시 교황청에 의해 비난받았다. 배심원 대부분을 포함하여 재판 절차에 참여했던 모든 가톨릭 신자들은 교황 비오 12세에 의해 파문당했으며, 교황은 이 과정을 "가장 슬픈 재판"(tristissimo processo)이라고 언급했다.
미국에서는 스테피나츠의 가장 큰 지지자 중 한 명은 보스턴 대주교 리처드 쿠싱이었는데, 그는 그를 지지하는 여러 설교를 했다. 딘 애치슨 미국 국무부 장관 대행은 1946년 10월 11일 유고슬라비아의 상황을 한탄하고 재판에 대한 유감을 표명했다.
브롱크스 원탁에서 열린 국민 기독교인 및 유대인 회의는 10월 13일 만장일치로 재판을 비난하는 결의안을 채택했다.
이 위대한 성직자는 나치 협력자로 기소되었습니다. 우리 유대인들은 이를 부인합니다. 우리는 1934년부터 그의 기록을 통해 그가 유대인들의 진정한 친구였음을 압니다... 이제 가짜 재판의 희생자가 된 이 사람은 나치 정권 내내 끔찍한 뉘른베르크 법에 대해 공개적으로, 두려움 없이 비판했으며, 나치 테러에 대한 그의 반대는 결코 완화되지 않았습니다.

영국에서는 1946년 10월 23일, 영국 하원에서 리처드 스토크스 의원이 다음과 같이 선언했다.
[그] 대주교는 1941년 최악의 위기 때부터 계속해서 우리의 변함없는 동맹자였으며, 당시에는 현재 티토 정부와 사이좋게 지내고 있는 정교회가 무솔리니와 악수하고 있었다.

1946년 11월 1일 윈스턴 처칠은 재판 결과에 대해 "매우 슬프다"고 표현하며 하원 연설을 했다.
이 재판은 정치적 영역에서 준비되었다. 그것은 크로아티아의 가톨릭 교회를 바티칸과의 지도력으로부터 분리시키기 위함이었다. 티토는 이 목적을 공개적으로 표현했다. ... 재판은 정의에 기반한 것이 아니라 정의에 대한 모욕이었다. 티토 정권은 정의에 관심이 없다. 오직 반대를 억압하는 것을 추구할 뿐이다.

### 판결 무효화
2016년 7월 22일, 자그레브 지방 법원은 대주교의 조카인 보리스 스테피나츠의 요청에 따라 "현행 및 이전의 실체법 및 절차법상 형사법의 근본 원칙에 대한 중대한 위반"을 이유로 심사 과정에서 판결을 무효화했다. 판결을 설명하면서 이반 투루디치 판사는 이 판결이 공정한 재판을 받을 권리, 항소 및 이유 있는 법원 결정 원칙뿐만 아니라 강제 노동 금지 원칙과 법치주의를 위반했다고 진술했으며, 재판 기록 중 일부를 읽는 것만으로도 법원이 주로 검찰측 증인에게 피고인을 기소하도록 지시하는 증거를 분석했으며, 실제 결정은 법원이 아니라 야코프 블라제비치 검사에 의해 내려졌음을 입증했다고 덧붙였다. 결론적으로 투루디치는 거의 70년 만에 판결이 개정되었으며, 이는 크로아티아 국민의 역사에 심대한 의미를 갖는다고 말했다. 그러나 이 무효화는 노골적인 민족주의적 크로아티아 감정, 하급 법원(자그레브 지방 법원)이 대법원 판결을 무효화했다는 사실, 전체 무효화 절차가 단 6일 만에 끝났다는 사실, 검찰이 변호인 측과 같은 편에 서 있었다는 사실(무효화에 항소하지 않음), 그리고 공개적으로 반공주의자인 판사가 재판 시작 전에 이미 결정을 내렸다는 사실 때문에 매우 논란이 많다. 따라서 이 무효화는 보여주기 재판의 한 예로 볼 수 있다.
지몬 비젠탈 센터는 스테피나츠가 "대량 살인을 저지른 정권을 공개적으로 지지하고 영적인 위안과 지지를 제공했다... 현재 크로아티아에서는 문화적, 이데올로기적 전쟁이 벌어지고 있으며", 일부는 우스타샤의 범죄를 미화하거나 수정하려 한다고 언급하며 무효화를 강력히 비난했다. 비젠탈 센터의 에프라임 주로프 소장은 크로아티아에서의 무효화가 우크라이나, 리투아니아, 헝가리에서도 관찰된 훨씬 광범위한 현상, 즉 "제2차 세계 대전에서 무엇을 했는지 확인하지 않고 공산주의와 싸운 사람들을 존경하려는 경향"의 일부라고 말했다. 무효화 이후, 야드 바셈 센터는 '열방의 의인' 지정 위원회가 스테피나츠에게 의인 지위를 부여하지 않은 이유가 "대주교와 우스타샤 정권의 밀접한 관계 때문"이었다고 재차 확인했다.

## 수감

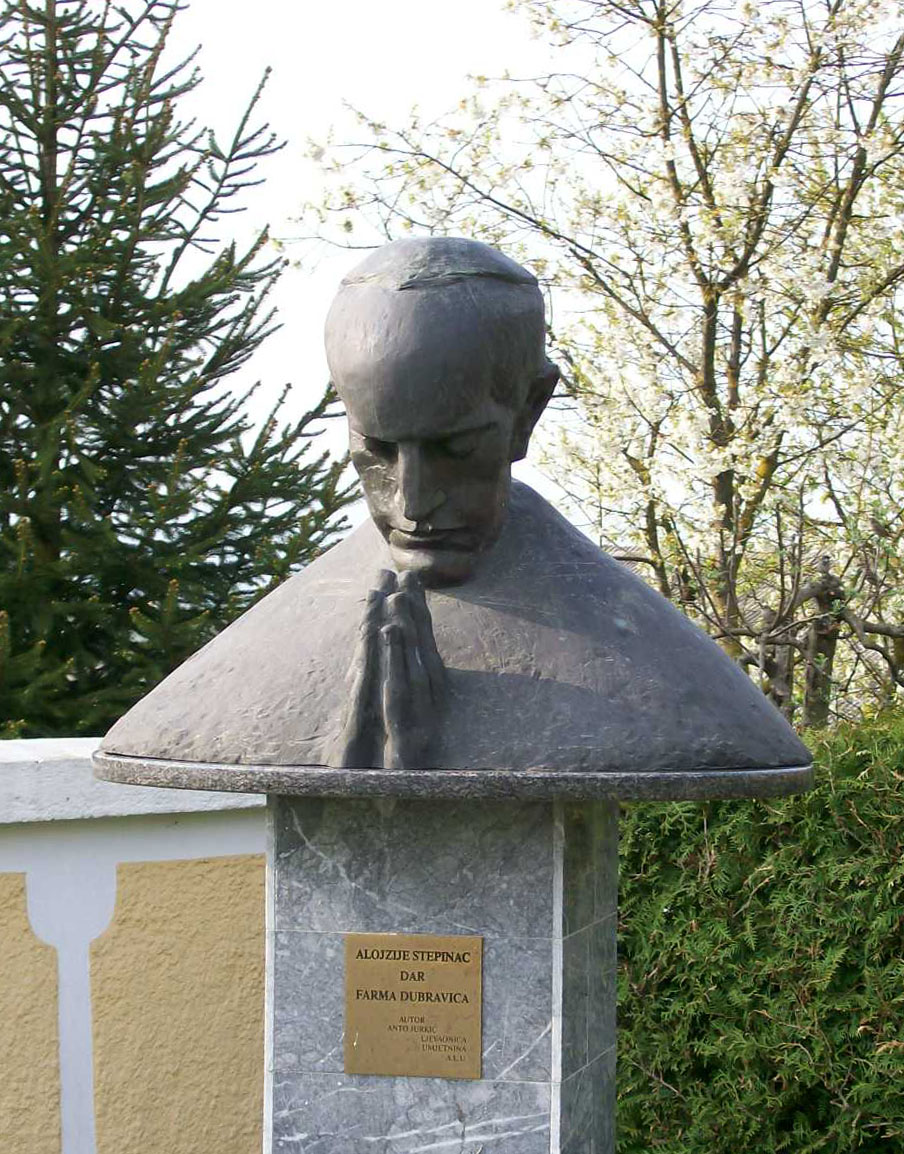
자그레브 근처 로즈가 마을에 있는 스테피나츠 흉상.

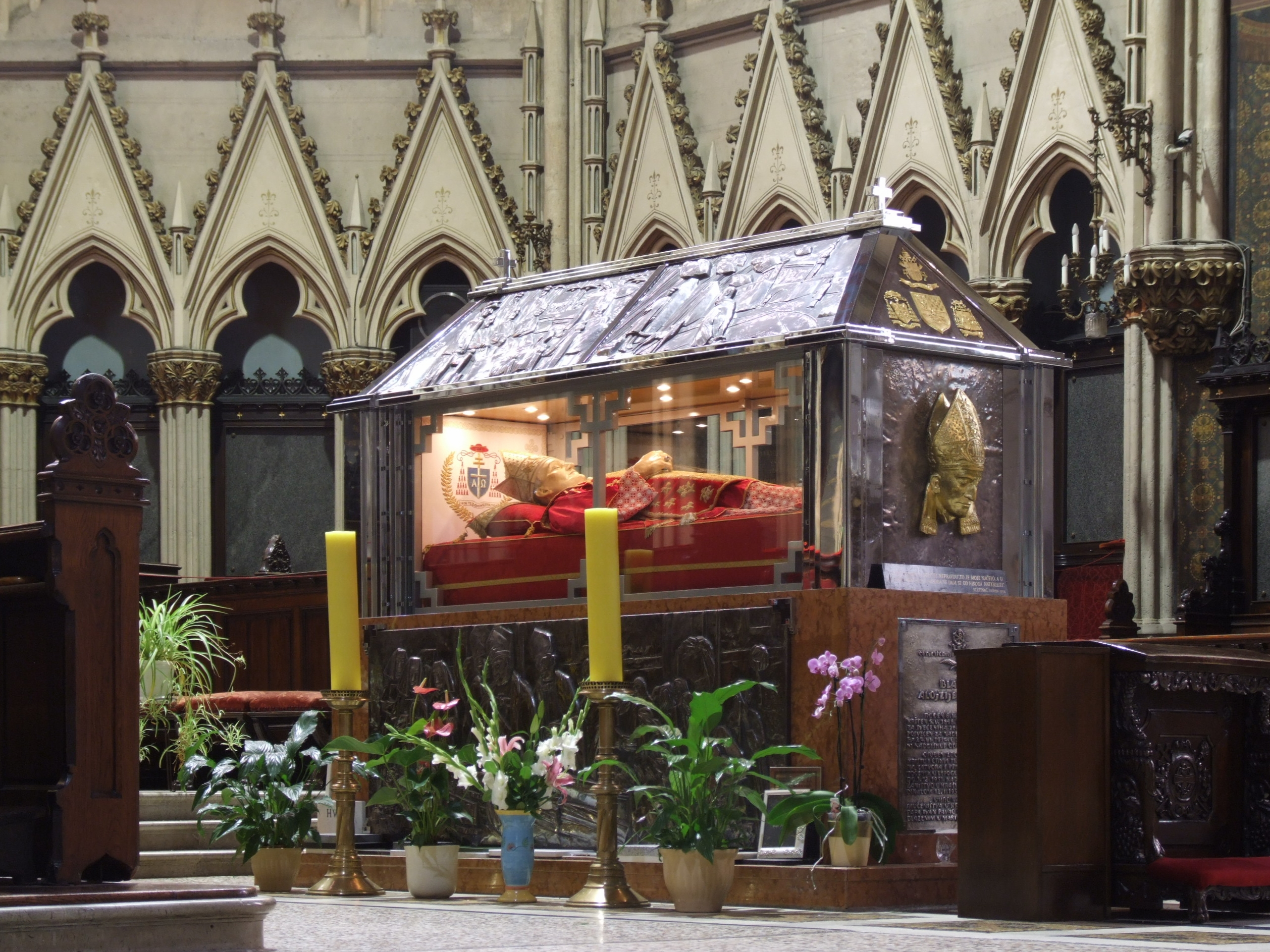
자그레브 대성당에 있는 복자 알로이지예 스테피나츠의 묘비

스테피나츠가 없는 동안, 벨그라드 대주교 요시프 우이치치가 유고슬라비아 주교 회의 임시 의장이 되었고, 그는 스테피나츠가 사망할 때까지 이 직책을 유지했다. 1947년 3월 크로아티아 인민공화국 정부 수반 블라디미르 바카리치는 레포글라바 교도소를 공식 방문하여 스테피나츠를 만났다.
그는 요시프 브로즈 유고슬라비아 지도자에게 사면 요청서에 서명하면 스테피나츠를 출국시켜 주겠다는 제안을 했다. 그러나 스테피나츠는 바카리치에게 중립 법원에서 재심을 받을 수 있도록 브로즈에게 요청해 달라고 부탁했다. 그는 또한 자그레브에서 자신의 행동을 크로아티아 국민들에게 설명하겠다고 제안했다. 두 요청 모두 긍정적인 답변을 받지 못했다. 수감 기간 동안 스테피나츠는 정부가 더 "국가적으로 일치하는" 교회를 발전시키기 위해 장려하는 "성직자 단체"를 비난했다.
1947년 마리야 비스트리차 순례에는 7만 5천 명이 참가했다. 드라구틴 사일리(Dragutin Saili)는 유고슬라비아 당국 측에서 순례를 책임지고 있었다. 1947년 8월 1일 중앙위원회 회의에서 사일리는 스테피나츠의 사진을 순례 중에 유고슬라비아 지도자 요시프 브로즈의 사진과 함께 들고 다니는 것을 허용한 것에 대해 질책을 받았다. 마르코 벨리니치는 이 보고에 대해 "사일리의 길, 그의 지방 위원회와의 불량한 협력은 치명적인 일"이라고 답했다.
1949년 2월, 미국 하원은 스테피나츠의 투옥을 비난하는 결의안을 승인했으며, 몇 달 후 미국 상원도 이에 동의했다. 알로이지예 스테피나츠는 결국 대역죄로 16년형 중 5년을 레포글라바 교도소에서 복역했으며, 성직자 신분을 인정받아 우대받았다. 그는 개인 사용을 위해 두 개의 감방과 개인 예배당으로 사용할 추가 감방을 할당받았으며, 모든 고된 노동에서 면제되었다.
1950년, 저명한 아일랜드 수필가이자 역사가인 휴버트 버틀러와 퀘이커 친구들은 스테피나츠를 감옥에서 만났다. 가톨릭 교회의 우스타샤 지지와 정교회 신자들의 가톨릭으로의 전시 개종에서의 교회의 역할에 대해 걱정했던 버틀러는 스테피나츠에게 왜 정교회 개종의 열렬한 옹호자였던 요시프 심라크 주교를 개종 담당 부관으로 임명했는지 물었다. 이에 버틀러는 "대주교는 재판에서 자주 했던 상투적인 답변을 했다 – notre conscience est tranquille(우리 양심은 깨끗하다)"고 언급했다.
1950년, 미국 상원 의원 그룹은 스테피나츠의 석방을 조건으로 유고슬라비아에 대한 해외 원조를 제안했다. 1951년 11월 11일, 사이러스 L. 설즈버거는 뉴욕 타임스에서 레포글라바의 스테피나츠를 방문했다. 그는 이 인터뷰로 1951년 퓰리처상을 수상했다.
클레멘트 J. 자블로키와 에드나 F. 켈리를 포함한 미국의 방문 의원단은 1951년 11월 말 스테피나츠를 만나기를 강력히 요구했다. 그들의 요청은 유고슬라비아 당국에 의해 거부되었지만, 요시프 브로즈 티토는 스테피나츠가 한 달 안에 석방될 것이라고 대표단에게 확언했다. 스테피나츠는 미국 원조의 전제 조건으로 석방되었는데, 로마로 은퇴하거나 그의 고향 교구인 크라시치에 감금되어야 한다는 조건이었다. 그는 유고슬라비아를 떠나기를 거부하고 1951년 12월 5일 이송된 가택 연금 형태로 크라시치에서 살기로 결정했다. 그의 고향 크라시치에서 스테피나츠를 기다리던 기자들 중에는 미국의 타임지 기자들도 있었는데, 그들은 스테피나츠가 "쉽고 단호하게 걸었다"고 보도하며 감옥 생활에 대해 "학대받지 않았고, 미사를 드릴 수 있었으며, 방문객, 책, 신문을 가질 수 있었다"고 말했다. 석방 조건에 대해 묻자 스테피나츠는 "어떤 조건 하에 석방되지 않았다. 그들은 자신들의 의지로 나를 석방했다... 내가 석방을 요청하지 않은 이유는 죄책감을 느끼지 않기 때문이다"라고 답했다. 그는 본당 목사관에 살면서 인접한 교회에서 미사를 드릴 수 있었다. 그는 "그들은 나를 강제로 비행기에 태워 국경을 넘기지 않는 한 결코 떠나게 하지 않을 것이다. 이 어려운 시기에 사람들과 함께 머무는 것이 나의 의무이다"라고 말했다.
1951년 10월 5일 크로아티아 공산당 중앙위원회 회의에서 이반 크라야치치는 "미국에서는 350쪽에 달하는 크르베나 루자 나 올타루 [제단 위의 붉은 장미]를 인쇄하고 있는데, 여기에는 스테피나츠의 모든 과정이 묘사되어 있다. 특히 최근에는 종교 교육이 대규모로 이루어지고 있다. 이에 대해 뭔가 해야 한다. 종교 교육을 금지할 수 있다. 학교에서의 종교 교육을 금지할 수 있지만, 그러면 그들은 교회에서 그것을 가르칠 것이다"라고 말했다. 1952년 1월 31일 유고슬라비아 당국은 유고슬라비아에서 교회와 국가를 분리하는 프로그램의 일환으로 국립 공립학교에서 종교 교육을 폐지했다. 4월, 스테피나츠는 벨기에 라 리베르테지의 기자에게 "가톨릭 청년들에 대해 매우 우려하고 있습니다. 학교에서는 진실을 부정하는 것에 기반한 집중적인 공산주의 선전을 펼치고 있습니다"라고 말했다.

## 추기경 서임
1952년 11월 29일, 교황 비오 12세는 1953년 1월에 스테피나츠를 추기경으로 서임할 것이라고 발표했다. 이 날은 유고슬라비아의 공화국 기념일과 겹쳤다. 스테피나츠는 1953년 1월 12일의 서임식에 참석하지 않았는데, 로마로 여행하면 유고슬라비아로 돌아올 수 없을 것을 두려워했기 때문이었다. 교황 비오 12세는 스테피나츠를 산 파올로 알라 레골라의 첫 추기경 사제로 임명할 의도였다. 2020년 12월 21일, 당시 이 직함을 가지고 있던 프란체스코 몬테리시 추기경은 스테피나츠를 기리기 위해 교회에 기념패를 헌정했다.
유고슬라비아는 1953년 10월 바티칸과의 외교 관계를 단절했다. 1954년, 스테피나츠는 스웨덴 기자로부터 드문 방문을 받았는데, 그에게 "나는 수천 명의 생명을 구하려고 노력했고, 실제로 구했다"고 말했으며, "교회에서의 학살에 대해서는 제가 무엇을 할 수 있었겠습니까?"라고 말했다. 정부는 또한 자그레브 대학교에서 가톨릭 신학부를 추방했으며, 이는 1990년에 첫 민주 선거가 열릴 때까지 복원되지 않았고, 1996년에 최종적으로 공식화되었다.
교황 비오 12세는 스테피나츠와 다른 세 명의 투옥된 고위 성직자들(추기경 스테판 비신스키와 요제프 민첸티, 그리고 대주교 요제프 베란)에게 1956년 6월 29일 지지자들에게 충성을 유지하도록 촉구하는 편지를 썼다. 스테피나츠는 유고슬라비아 주교 회의의 석방 요청에도 불구하고 가택 연금으로 인해 새 교황을 선출하는 1958년 콘클라베에 참여할 수 없었다. 1959년 6월 2일 그는 이반 메슈트로비치에게 보낸 편지에서 다음과 같이 썼다. "나는 건강이 좋지 않아 세상에서 공산주의의 붕괴를 보지 못할 것 같다. 하지만 나는 그 붕괴를 절대적으로 확신한다."

## 죽음과 시성 논란

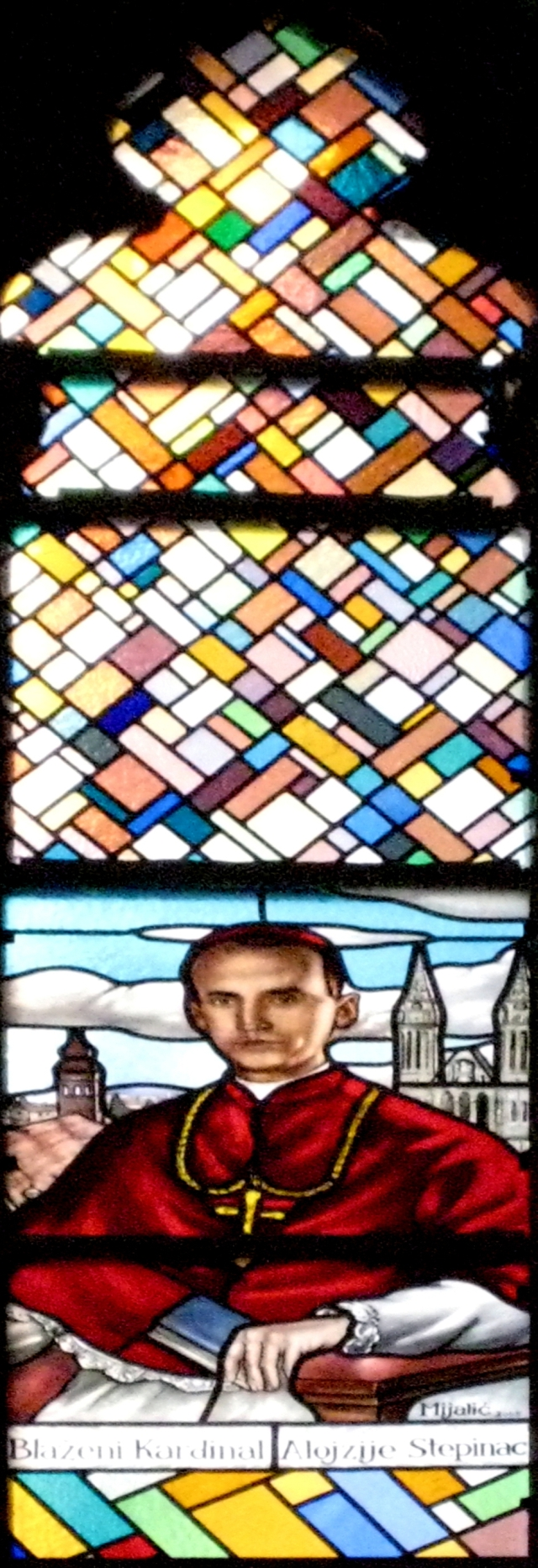
리예카의 루르드의 성모 교회에 있는 스테인드글라스

1953년, 두 명의 미국인 의료 전문가, 존 H. 로렌스 박사와 존 루지치 박사가 유고슬라비아로 날아가 스테피나츠에게 적혈구 증가증이라는 진단을 내렸다. 스테피나츠는 또한 국제적으로 유명한 독일 혈액학자인 루드비히 하일마이어 박사에게 이 질병에 대한 치료를 받았다. 1960년 2월 10일, 61세의 스테피나츠는 혈전증으로 사망했다. 그의 추기경 신분을 한 번도 인정하지 않았던 정부는 처음에는 방문객이 거의 허용되지 않는 그의 고향 마을 크라시치에서 작은 장례식과 매장을 계획했지만, 나중에는 대규모 공개 장례식을 허용했다. 이는 바티칸과의 관계 개선 시도로 해석된다. 프란츠 쾨니히 비엔나 대주교 대신 프라뇨 셰페르 대주교가 스테피나츠 사망 후 자그레브 대주교가 되어 장례식을 주재했다. 쾨니히 대주교는 교통사고로 부상을 입어 병원에 입원해야 했다. 교황 요한 23세는 2월 17일 성 베드로 대성전에서 스테피나츠를 위한 위령 미사에 참여했다. 스테피나츠 사망 후 유고슬라비아 정부와 바티칸의 관계는 개선되었고, 1962년~65년 제2차 바티칸 공의회 이후 더욱 발전했다. 외교 관계는 1966년에 복원되었다. 스테피나츠는 집에서 평화롭게 사망했지만, 그의 지지자들과 많은 다른 가톨릭 신자들은 그를 순교자로 여겼다. 1998년, 스테피나츠의 뼈에서 비소 흔적이 검출되어 많은 사람들이 그가 포로들에 의해 독살되었다고 믿게 되었다. 그러나 1950년대 초 적혈구 증가증에 대한 표준 치료법은 비소 투여와 사혈이었다.
메슈트로비치는 1959년이 되어서야 유고슬라비아로 돌아왔고, 돌아온 후에는 가택 연금 상태에 있던 스테피나츠를 다시 만났다. 메슈트로비치는 스테피나츠 사망 후 그의 흉상을 조각했으며, 그 위에 다음과 같은 비문을 새겼다: "스테피나츠 대주교는 게으른 말의 사람이 아니라, 능력이 되는 한, 가능한 범위 내에서 모든 사람을 적극적으로 도왔다. 그는 도움이 필요한 사람이 크로아트인이든 세르브인이든, 가톨릭 신자든 정교회 신자든, 기독교인이든 비기독교인이든 구별하지 않았다. 그에 대한 모든 공격은 오해의 산물이든, 흐린 마음의 산물이든, 이 사실을 바꿀 수 없다."
1970년, 글라스 콘칠라는 로세르바토레 로마노에서 발췌한 스테피나츠에 대한 글을 게재했는데, 이로 인해 해당 판은 법원 명령에 따라 압수되었다.
1979년 5월, 프라뇨 쿠하리치 대주교는 로마의 성 베드로 대성전에서 크로아티아 순례자들과 교황 요한 바오로 2세에게 스테피나츠 추기경이 시복되어야 한다고 말했다. 시복 절차는 1981년 10월 9일에 시작되었다. 가톨릭 교회는 1997년 11월 11일 스테피나츠를 순교자로 선포했고, 1998년 10월 3일 교황 요한 바오로 2세는 스테피나츠를 시복하기 위해 마리야 비스트리차로 순례를 떠났고, 스테피나츠가 순교했음을 선언했다. 요한 바오로 2세는 이전에 시성 후보자가 순교한 경우, 후보자의 기적적인 중재 증거라는 일반적인 요구 사항 없이 시성 절차를 진행할 수 있다고 결정했다. 이에 따라 그는 시복했다.
시복은 정교회가 주류인 세르브인과 크로아트인 사이의 오랜 분열을 다시 불 지폈다. 시복 직전, 파리에 기반을 둔 지몬 비젠탈 센터는 교황청에 이 사건을 더 연구할 때까지 시복을 연기해 달라고 요청했지만, 이는 크로아티아 관리들과 바티칸을 분노하게 만들 뿐이었다.
류보예비치, 가브릴로비치, 페리카에 따르면, 스테피나츠에 관한 신화는 냉전과 1998년 추기경 시복과 함께 새로 독립한 크로아티아에서 만들어졌다. 그들의 평가는 이 신화가 스테피나츠를 크로아티아 신화의 주요 인물로 자리매김하게 했고, 그를 정치적으로 공정했던 영웅이자 순교자로 칭송했다는 것이다. 이 신화는 스테피나츠가 모든 형태의 전체주의에 동등하게 저항했다고 주장한다. 저자들은 스테피나츠가 나치즘과 파시즘보다 공산주의의 훨씬 더 큰 반대자였으며, 그의 이야기가 크로아티아 대통령 프라뇨 투지만에 의해 크로아티아 독립을 정당화하고 가톨릭 교회의 역할을 크로아티아 국가성의 중심 기둥으로 강화하는 데 사용되었다고 주장한다.
2019년 5월, 교황 프란치스코는 시성 문제에 대해 "위대한" 세르비아 정교회 총대주교 이리네이에게 조언과 도움을 구했다고 말했다. 크로아티아 주교 회의 의장인 젤리미르 풀리치 대주교는 세르비아 정교회가 스테피나츠 시성에 관여하는 것은 가톨릭 교회에서 부정적인 선례를 남길 것이라고 진술했다. 고스피치-세니의 명예 주교 마일레 비고비치는 교황의 이러한 움직임을 "교회에 좋지 않다"고 불렀다.
바티칸 국무원장 추기경 피에트로 파롤린 추기경은 2020년 9월 크로아티아 방문 중 이 문제에 대해 언급했다. 그의 발언은 크로아티아 해설가들과 고위 성직자들에 의해 교황 프란치스코 재임 기간 동안 스테피나츠의 시성 절차가 진전되지 않을 것이라는 명확한 지시로 해석되었다.

## 유산
1992년 2월 14일, 크로아티아 대표 블라디미르 셰크스는 크로아티아 사보르에서 법원 판결과 그에 이르는 과정을 비난하는 선언문을 발표했다. 이 선언문은 크로아티아 공산주의 관리 안드리야 헤브랑의 죽음에 대한 유사한 선언문과 함께 통과되었다. 이 선언문은 스테피나츠 투옥의 진정한 이유가 그가 많은 공산주의 범죄를 지적하고 특히 교황과 분열하여 크로아티아 가톨릭 교회를 세우기를 거부했기 때문이라고 명시한다. 이 판결은 1997년과 1999년 사이에 크로아티아 법에 따라 가능했음에도 불구하고 어떤 법원에서도 공식적으로 이의를 제기하거나 번복되지 않았다. 1998년 크로아티아 국립은행은 기념 주화인 500쿠나 금화와 150쿠나 은화를 발행했다.
2007년, 마리야 비스트리차 지자체는 스테피나츠 추기경과 관련된 장소들인 크라시치, 자그레브의 캅톨, 메드베드니차, 마리야 비스트리차, 그리고 레포글라바를 연결하는 순례길을 건설하는 '스테피나츠의 길' 프로젝트를 시작했다. 알로이지예 스테피나츠 박물관은 2007년 자그레브에 개관했다.
크로아티아 축구 국가대표 다리오 시미치는 UEFA 유로 2008 폴란드전에서 유니폼 안에 스테피나츠의 이미지가 새겨진 티셔츠를 입고 경기를 마친 후 이를 공개했다.
2008년, 크로아티아에는 총 119개의 거리가 알로이지예 스테피나츠의 이름을 따서 명명되었으며, 이는 그가 그 나라에서 거리 이름으로 사용된 인물 중 10번째로 흔한 인물이 되었다.

### 열방의 의인 거부

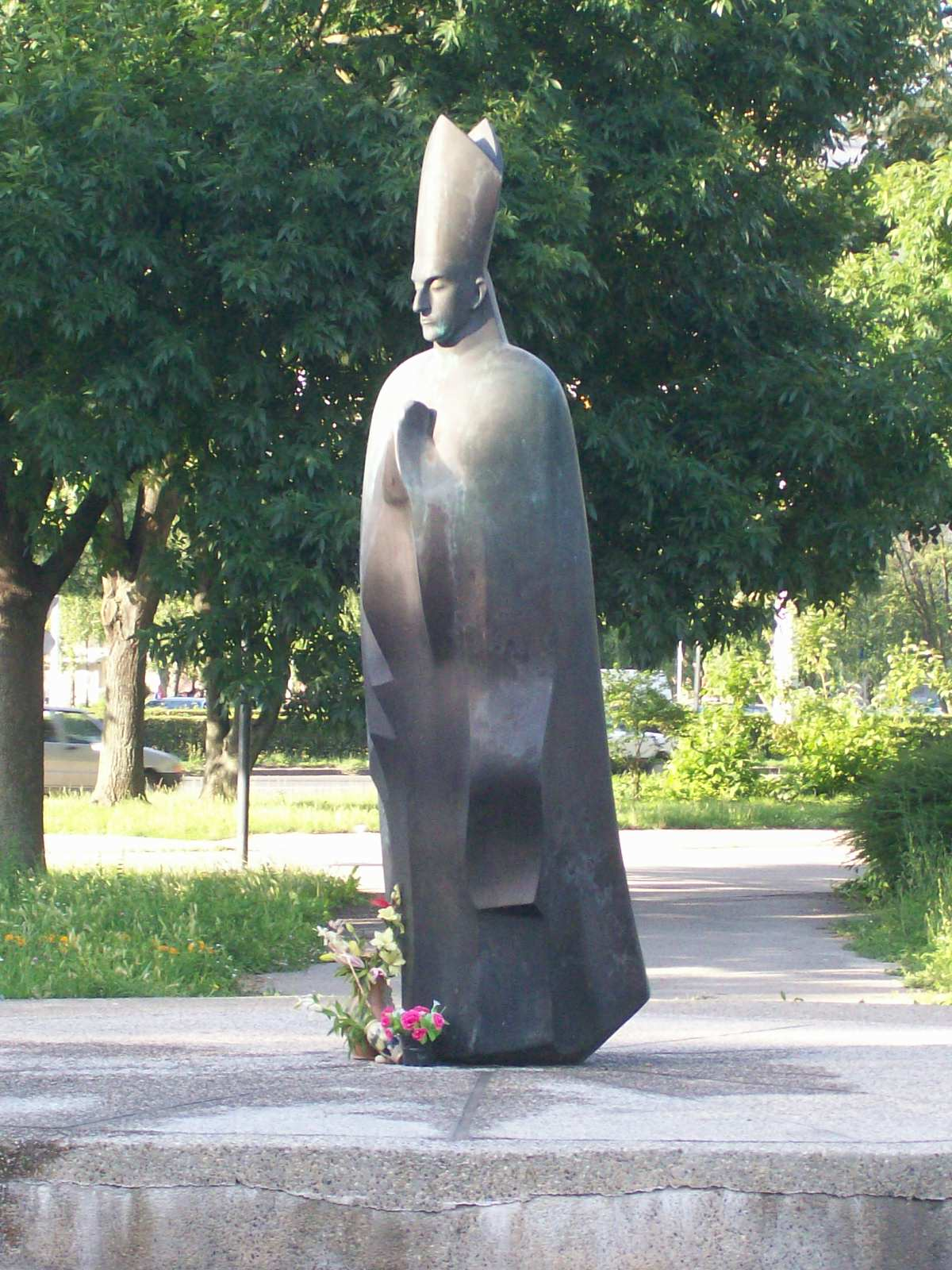
자그레브에 있는 스테피나츠 동상

몇몇 크로아티아 유대인들(미국에 거주하는 사라예보 출신 유대인 에스더 기트만 포함)은 스테피나츠가 가톨릭으로 개종하는 조건으로 일부 유대인들을 구했기 때문에 그를 열방의 의인 목록에 추가할 것을 권고했다. 야드 바셈은 이를 거부하며 "유대인을 도왔지만 동시에 나치가 조직한 유대인 박해에 참여하거나 관련이 있는 파시스트 정권과 협력한 사람은 의인 칭호에서 제외된다"고 답변했다.

## 1차 자료
스테피나츠의 삶은 많은 글의 주제가 되어왔지만, 연구자들이 참고할 수 있는 1차 자료는 거의 없으며, 주요 자료는 교구 주간지인 Katolički List이다.
1950년(그의 재판에 사용하기에는 너무 늦게) 발견된 스테피나츠의 일기는 유고슬라비아 당국에 의해 압수되었다. 프라뇨 투지만은 1990년대 초 이 일기를 교회에 돌려주었다. 크로아티아 역사가 즈보니미르 데스포트(Zvonimir Despot)는 30년이 지난 지금도 교회가 이 일기를 출판하지 않고 있다고 지적한다. 스테피나츠의 시성을 옹호하는 공식 교회 우편물 작성자인 유라이 바텔리야(Juraj Batelja)는 다른 연구자들이 원문을 볼 기회가 없이 수년간 자신의 저서에 일기의 일부를 선별적으로 사용해 왔다. 데스포트는 스테피나츠가 개인으로서 일기를 쓴 것이 아니라 대주교로서 일기를 썼으며, 이 일기가 크로아티아 역사에 극히 중요한 자료라고 지적한다. 데스포트는 결론적으로 "왜 이 일기가 오늘날까지 빗장과 자물쇠로 비밀리에 보관되어 있는가? 누가 무엇을 왜 숨기고 있는가?"라고 묻는다.
요시프 브란코비치 신부는 1951년 12월부터 1960년 2월 10일까지 일기를 썼는데, 매일 스테피나츠가 자신에게 말한 내용을 기록했다. 이 일기는 프란치스코회 알렉사 베니가르가 스테피나츠의 전기를 쓰는 데 사용했지만, 베니가르는 다른 연구자와 일기를 공유하기를 거부했다. 교구 기록 보관소도 베니가르에게만 공개되었고, 다른 연구자에게는 공개되지 않았다.
스테피나츠 재판의 공식 기록인 '수디녜 리사쿠, 스테핀추 등'은 1946년 자그레브에서 출판되었지만, 상당한 변조 증거를 포함하고 있다. 따라서 알렉산더의 '삼중 신화'는 유고슬라비아와 외국 언론—특히 비예스닉과 나로드네 노비네—및 Katolički List에 의존한다. 연구자들이 사용할 수 있는 다른 모든 1차 자료는 스테피나츠에 간접적으로만 초점을 맞추고 있다.

## 같이 보기
- 동유럽 기독교 박해
- 반가톨릭주의
- 우스타샤와 가톨릭 성직자 관계
- 스테피나츠 대주교 고등학교
- 존 피셔(성직자)

## 내용주
1. ↑  다른 자료에 따르면, 자녀는 여덟 명뿐이었다.[21][22]
2. ↑  한 자료에 따르면, 스테피나츠는 유고슬라비아 군단에서의 공로로 카라조르제 별 훈장을 받았다.[25]
3. ↑  한 자료에 따르면, 스테피나츠는 자그레브에서 5년 동안 농업을 공부하고 가톨릭 청년 단체를 포함한 교회 활동에 적극적으로 참여했다.[21]
4. ↑  한 자료에 따르면, 스테피나츠는 마리야와 사랑에 빠져 청혼했지만, 그녀는 둘이 어울리지 않는다고 말하며 결혼을 취소했다.[23] 다른 자료는 스테피나츠가 성직에 들어가기로 결심하여 약혼을 취소했다고 진술한다.[21]

## 참고 문헌

### 서적
- Alexander, Stella (1979). 《1945년 이후 유고슬라비아의 교회와 국가》. 케임브리지 대학교 출판부. ISBN 978-0-521-21942-6.
- Alexander, Stella (1987). 《삼중 신화: 알로이지예 스테피나츠 대주교의 삶》. 동유럽 모노그래프. ISBN 978-0-88033-122-7.
- Akmadža, Miroslav (2004). 《크로아티아의 가톨릭 교회와 공산주의 정권, 1945-1996》 [The Catholic Church in Croatia and the Communist Regime 1945–1966]. 오토카르 케르쇼바니. ISBN 978-953-153-098-9.
- Biondich, Mark (2005). 《전시 크로아티아의 종교와 민족: 1941년–1942년 우스타샤 강제 개종 정책에 대한 고찰》. 《슬라브 및 동유럽 리뷰》 83. 71–116쪽. doi:10.1353/see.2005.0063. JSTOR 4214049. S2CID 151704526.
- Biondich, Mark (2007a). 〈전시 크로아티아의 가톨릭 교회를 둘러싼 논란, 1941년–45년〉. 《크로아티아 독립국 1941년–45년》. 루틀리지. 31–59쪽. ISBN 9780415440554.
- Biondich, Mark (2007b). 《크로아티아의 급진 가톨릭주의와 파시즘, 1918년–1945년》. 《전체주의 운동과 정치적 종교》 8. 383–399쪽. doi:10.1080/14690760701321346. S2CID 145148083.
- Ljubojević, Ana; Gavrilović, Darko; Perica, Vjekoslav (2011). 〈신화와 반신화, 그리고 새로운 민족 이데올로기로의 신화 편입〉. 《구 유고슬라비아와 후계 국가들의 정치 신화》. 역사적 정의 및 화해 연구소. ISBN 978-90-8979-067-5.
- Breitman, Richard (2005). 《미국 정보기관과 나치》. 뉴욕: 케임브리지 대학교 출판부. ISBN 978-0-521-61794-9.
- Bulajić, Milan (1994). 《유고슬라비아 국가 해체에서 바티칸의 역할: 크로아티아 독립국에서 바티칸의 임무》. 우스타샤 집단학살 범죄. 벨그라드: 스트루츠나 크니가.
- Bunson, Matthew; Bunson, Margaret; Bunson, Stephen (1999). 《요한 바오로 2세의 성인전》. 우리 주일 방문자 출판. ISBN 978-0-87973-934-8.
- Butler, Alban; Burns, Paul (1995). 《버틀러의 성인전》. 에이앤씨 블랙. ISBN 978-0-86012-261-6.
- Ćorić, Šimun Šito (1998). 〈II. 간략한 전기〉. 《스테피나츠 추기경 — 그의 인물과 업적에 대한 기본 사실》. 크로아티아 자그레브: 크로아티아 정보 센터. ISBN 978-953-6058-17-4. 2019년 9월 4일에 원본 문서에서 보존된 문서. 2015년 10월 8일에 확인함.
- Cornwell, John (2008). 《히틀러의 교황: 비오 12세의 비밀 역사》. 펭귄 북스. ISBN 978-0-14-311400-0.
- Cvitković, Ivan (1986). 《알로이지예 스테피나츠는 누구였는가》 [Who was Alojzije Stepinac?]. 유고슬라비아 사라예보: NIŠRO "오슬로보제녜", OOUR 이즈다바치카 드옐라트노스트.
- Dedijer, Vladimir (1992). 《유고슬라비아 아우슈비츠와 바티칸: 제2차 세계 대전 중 세르비아인들의 크로아티아 학살》. 프로메테우스 북스. ISBN 978-0-87975-752-6.
- Dever, Joseph (1975). 《보스턴의 쿠싱: 솔직한 초상화》. 브랜든 북스. ISBN 978-0-8283-1382-7.
- Dujmović, Tihomir (1991). 《안테 칠리가 박사와의 대화》. 프로필. ISBN 978-953-7701-20-8.
- Fine, John (2007). 〈2부: 강자들은 유익할 수 있다: 요시프 브로즈 티토의 예외적인 경우〉.   Fischer, Bernd Jürgen. 《발칸 강자들: 동남부 유럽의 독재자와 권위주의적 통치자들》. 퍼듀 대학교 출판부. ISBN 978-1-55753-455-2.
- Gabelica, Ivan (2007). 《복자 알로이지예 스테피나츠와 크로아티아 국가》. 자그레브: 이반 가벨리차. ISBN 978-953-95941-0-5.
- Gilbert, Martin (2003). 《의인들: 홀로코스트의 숨겨진 영웅들》. 헨리 홀트 앤 컴퍼니. ISBN 978-0-8050-6260-1.
- Gitman, Esther (2011). 《용기가 승리했을 때: 1941-1945년 크로아티아 독립국에서의 유대인 구출 및 생존》. 패러곤 하우스. ISBN 978-1-55778-894-8.
- Goldhagen, Daniel Jonah (2002). 《도덕적 계산: 홀로코스트에서의 가톨릭 교회의 역할과 이행되지 않은 회복 의무》. 알프레드 에이. 노프. ISBN 978-0-375-71417-7.
- Janjatović, Bosiljka (2002). 《크로아티아의 정치적 테러 1918-1935년》. 크로아티아 역사 연구소. ISBN 978-953-6491-71-1.
- Jansen, Hans (2003). 《비오 12세: 끊임없는 항의의 연대기》. 콕. ISBN 978-90-435-0736-3.
- Kaplan, Robert D. (2014). 《발칸의 유령: 역사를 통한 여정》. 피카도르. ISBN 978-1-4668-6830-4.
- Kent, Peter C. (2002). 《비오 12세 교황의 외로운 냉전: 로마 가톨릭 교회와 유럽의 분열, 1943년–1950년》. 맥길-퀸스 프레스 — MQUP. ISBN 978-0-7735-6994-2.
- Kolanović, Nada Kisić (1998). 《믈라덴 로르코비치: 음모가 장관》. 골든 마케팅. ISBN 978-953-6168-51-4.
- Konig, Franz (2005). 《하느님께 열려 있고, 세상에 열려 있다》. 블룸즈베리 아카데미. ISBN 978-0-86012-394-1.
- Krišto, Jure G. (1998). 《크로아티아의 가톨릭 교회와 독립국, 1941-1945》 [The Catholic Church in the Independent State of Croatia, 1941–1945]. 크로아티아 자그레브: 크로아티아 역사 연구소. ISBN 978-953-6491-18-6.
- Lampe, John R. (2004). 《이데올로기와 민족 정체성: 20세기 동남부 유럽의 사례》. 중앙 유럽 대학교 출판부. ISBN 978-963-9241-82-4.
- Lilly, Carol S. (2001). 《권력과 설득: 공산주의 유고슬라비아의 이데올로기와 수사, 1944년–1953년》. 웨스트뷰 프레스. ISBN 978-0-8133-3825-5.
- Milazzo, Matteo J. (1975). 《체트니크 운동과 유고슬라비아 저항》. 메릴랜드 볼티모어: 존스 홉킨스 대학교 출판부. ISBN 978-0-8018-1589-8.
- Nielsen, Christian Axboe (2014). 《유고슬라비아 만들기: 알렉산드르 국왕 시대 유고슬라비아의 정체성》. 토론토 대학교 출판부. ISBN 978-1-4426-2750-5.
- Novak, Viktor (2011). 《대규모 범죄: 크로아티아 성직주의 반세기》 1. 야고디나: 갬빗. ISBN 9788676240494.
- Novak, Viktor (2011). 《대규모 범죄: 크로아티아 성직주의 반세기》 2. 야고디나: 갬빗. ISBN 9788676240494.
- O'Brien, Anthony Henry (1947). 《스테피나츠 대주교, 그와 그의 사건》. 더 스탠더드.
- Paris, Edmond (1961). 《숨겨진 대량 학살: 크로아티아 독립국 1941–1945년: 인종 및 종교 박해와 학살 기록》. 시카고: 미국 발칸 문제 연구소.
- Patte, Richard (1953). 《알로이지예 스테피나츠 추기경 사건》. 브루스.
- Perić, Ivo (2003). 《블라트코 마체크: 정치적 초상화》. 골든 마케팅-테흐니치카 크니가. ISBN 978-953-212-155-1.
- Phayer, Michael (2000). 《가톨릭 교회와 홀로코스트, 1930년–1965년》. 인디애나 대학교 출판부. ISBN 978-0-253-21471-3.
- Ramet, Sabrina Petra (2002). 《발칸 바벨탑: 티토 사망부터 밀로셰비치 몰락까지 유고슬라비아 해체》 4판. 웨스트뷰 프레스. ISBN 978-0-8133-4618-2.
- Ramet, Sabrina P. (2006). 《세 유고슬라비아: 국가 건설과 정당화, 1918년–2005년》. 인디애나 블루밍턴: 인디애나 대학교 출판부. ISBN 978-0-253-34656-8.
- Ramet, Sabrina P. (2007). 〈크로아티아 독립국의 인물들〉.   Ramet, Sabrina P. 《크로아티아 독립국 1941년–45년》. 옥스퍼드셔 애빙던: 루틀리지. 95–100쪽. ISBN 978-0-415-44055-4.
- Ramet, Sabrina P.; Lazić, Sladjana (2011). 〈밀란 네디치 협력 정권〉.   Ramet, Sabrina P.; Listhaug, Ola. 《제2차 세계 대전의 세르비아와 세르브인》. 영국 런던: 팔그레이브 맥밀런. 17–43쪽. ISBN 978-0-230-27830-1.
- Rivelli, Marco Aurelio (1998). 《숨겨진 집단 학살: 크로아티아 독립국 1941–1945년》 [Hidden Genocide: The Independent State of Croatia 1941–1945] (프랑스어). 로잔: 라주르 돔므. ISBN 9782825111529.
- Rivelli, Marco Aurelio (1999). 《집단 학살의 대주교: 몬시뇰 스테피나츠, 바티칸, 그리고 크로아티아의 우스타샤 독재, 1941년–1945년》 [The Archbishop of Genocide: Monsignor Stepinac, the Vatican and the Ustaše dictatorship in Croatia, 1941–1945] (이탈리아어). 밀라노: 카오스. ISBN 9788879530798.
- Rivelli, Marco Aurelio (2002). 《"하느님은 우리와 함께 계시다!": 나치 파시즘의 공범 비오 12세 교회》 ["God is with us!": The Church of Pius XII accomplice to Nazi Fascism] (이탈리아어). 밀라노: 카오스. ISBN 9788879531047.
- Roberts, Walter R. (1987). 《티토, 미하일로비치, 그리고 연합군: 1941년–1945년》. 뉴저지 뉴브런즈윅: 듀크 대학교 출판부. ISBN 978-0-8223-0773-0.
- Schreiber, Dr. Gerhard; Stegemann, Bernd; Vogel, Detlef (1995). 《지중해, 동남부 유럽, 북아프리카, 1939년–1941년: 이탈리아의 비전투국 선언부터 미국의 참전까지》. 영국 옥스퍼드: 옥스퍼드 대학교 출판부. ISBN 978-0-19-822884-4.
- Steckel, Charles W. (1973). 《파괴와 생존》. 델마 출판사.
- Tanner, Marcus (1997). 《크로아티아: 전쟁으로 단련된 민족》. 예일 대학교 출판부. ISBN 978-0-300-07668-4.
- Tomasevich, Jozo (1975). 《유고슬라비아의 전쟁과 혁명, 1941년–1945년: 체트니크스》. 캘리포니아 스탠퍼드: 스탠퍼드 대학교 출판부. ISBN 978-0-8047-0857-9.
- Tomasevich, Jozo (2001). 《유고슬라비아의 전쟁과 혁명, 1941년–1945년: 점령과 협력》. 캘리포니아 스탠퍼드: 스탠퍼드 대학교 출판부. ISBN 978-0-8047-3615-2.
- 미군 (1986) [1953]. 《발칸반도에서의 독일 캠페인 (1941년 봄)》. 워싱턴 D.C.: 미국 육군 군사 역사 센터. OCLC 16940402. CMH Pub 104-4. 2009년 6월 19일에 원본 문서에서 보존된 문서. 2015년 10월 18일에 확인함.
- Velikonja, Mitja (2003). 《보스니아 헤르체고비나의 종교 분리와 정치적 불관용》. 텍사스 A&M 대학교 출판부. ISBN 978-1-60344-724-9.
- West, Richard (1995). 《티토와 유고슬라비아의 흥망성쇠》. 뉴욕: 캐롤 앤 그래프. ISBN 978-0-7867-0332-6.
- Yeomans, Rory (2013). 《전멸의 비전: 우스타샤 정권과 파시즘의 문화 정치, 1941년–1945년》. 피츠버그: 피츠버그 대학교 출판부. ISBN 9780822977933.
- Žutić, Nikola (2000). 〈알렉산드르 국왕의 독재와 로마 가톨릭 교회 1929–1934년〉.   Fleck, Hans-Georg; Graovac, Igor. 《역사가들의 대화》 (PDF) 2. 크로아티아 자그레브: 프리드리히 나우만 재단. 503–520쪽. ISBN 978-953-96037-5-3. 2013년 10월 19일에 원본 문서 (PDF)에서 보존된 문서.
- Žutić, Nikola (2001). 〈20세기 전반 (1941년까지) 바티칸과 크로아트족〉.   Graovac, Igor. 《역사가들의 대화》 (PDF) 3. 프리드리히 나우만 재단. 405–422쪽. 2014년 12월 5일에 원본 문서 (PDF)에서 보존된 문서.

### 저널
- Akmadža, Miroslav (2003). 《1952년 바티칸과 유고슬라비아 간 외교 관계 단절의 원인》 [The Reasons for the Cessation of Diplomatic Relations between Yugoslavia and the Vatican in 1952]. 《크로아티아 크리스티아나 페리오디카》 27. 171–202쪽  – 흐르차크 경유.
- Alexander, Stella (1978). 《스테피나츠 대주교 재고》. 《공산주의 국가의 종교》 6. 76–88쪽. doi:10.1080/09637497808430862. ISSN 0307-5974.
- Biondich, Mark (2006). 《전시 크로아티아의 가톨릭 교회를 둘러싼 논란, 1941년–45년》. 《전체주의 운동과 정치적 종교》 7. 429–457쪽. doi:10.1080/14690760600963222. S2CID 143351253.
- Coleman, John A. (1991). 《동유럽의 영적 저항》. 《정치 과학 아카데미 회보》 38. 113–128쪽. doi:10.2307/1173817. ISSN 0065-0684. JSTOR 1173817.
- Dimić, Ljubodrag (2018). 《알로이지예 스테피나츠: 게르마니쿰 대학 학생 (1924-1931)》 (PDF). 《역사의 흐름》. 11–32쪽.
- Gitman, Esther (2006). 《판단의 문제: 알로이지예 스테피나츠 박사와 유대인들》. 《크로아티아 역사 리뷰》 2. 47–72쪽  – 흐르차크 경유.
- Gitman, Esther (2015). 《자그레브 대주교 알로이지예 스테피나츠와 유대인 구출, 1941년-45년.》. 《가톨릭 역사 리뷰》 101. 488–529쪽. doi:10.1353/cat.2015.0192 – 아카데미아 경유.
- Gruenwald, Oskar (1987). 《유고슬라비아 수용소 문학: 한 민족의 과거-현재-미래의 유령 재발견》. 《슬라브 리뷰》 46. 513–528쪽. doi:10.2307/2498101. ISSN 0037-6779. JSTOR 2498101. S2CID 159623801.
- Horvat, Vladimir (1996). 《알로이지예 스테피나츠 대주교와 전체주의 정권》 [Archbishop Aloysius Cardinal Stepinac and Totalitarian Regimes]. 《오브노블레니 지보트》 (크로아티아어) 51. 149–156쪽. ISSN 0351-3947.
- Kolar, Bogdan (2008). 《동유럽 국가들의 성직자 애국 협회》. 《보고슬로브니 베스트니크》 68. 231–256쪽. ISSN 0006-5722.
- Krešić, Milenko (2007). 《보스니아 헤르체고비나와 배타주의 이데올로기의 결과》. 《크로아티아 역사 리뷰》. 75–107쪽.
- Starič, Jerca Vodušek (2005). 《연합군과 유고슬라비아 정보기관 목표 및 활동의 일치》. 《정보 역사 저널》 5. 29–44쪽. doi:10.1080/16161262.2005.10555107. S2CID 150956459.
- Tomić, Celestin (1998). 《알로이지예 스테피나츠의 예언적인 정신》 [The Prophetic Spirit of Aloysius Stepinac]. 《오브노블레니 지보트》 (크로아티아어) 53. 59–75쪽. ISSN 0351-3947.
- Trbušić, Davor; Beck, Boris (2023년 3월 13일). 《계층과 배제 – 알로이지예 스테피나츠의 인종차별에 반대하는 공개 연설》. 《새로운 존재: 지적 및 영적 문제 저널》 XXI. 81–96쪽  – 흐르차크 경유.

### 웹사이트
- “스테피나츠 추기경 – 전기”. 《글라스 콘칠라》. 2015. 2015년 10월 10일에 원본 문서에서 보존된 문서. 2015년 10월 10일에 확인함.
- “크로아티아 의인” [Croatian Righteous]. 《크로아티아 과학 교육 스포츠부》. 2015. 2016년 3월 4일에 원본 문서에서 보존된 문서. 2015년 10월 31일에 확인함.
- “성 니콜라 타벨리치, 첫 크로아티아 성인 (1340–1391)” [Saint Nikola Tavelić, the first Croatian saint (1340–1391)]. 《학생 가톨릭 센터》 (크로아티아어). 2010. 2011년 7월 21일에 원본 문서에서 보존된 문서. 2015년 10월 10일에 확인함.
- {{웹 인용|url=http://arhiv.slobodnadalmacija.hr/20060207/sibenik01.asp |title=믿음의 증인: 시베니크에서 복자 알로이지예 스테피나츠의 가장 기념비적인 기념비가 공개됩니다 |trans-title=Witness of Faith: Šibenik reveals a most striking monument to Aloysius Stepinac |language=hr |last1=첼라르 |first1=요슈코 |date=2006년 2월 2일 |website=슬